# Глосарій анатомії динозаврів

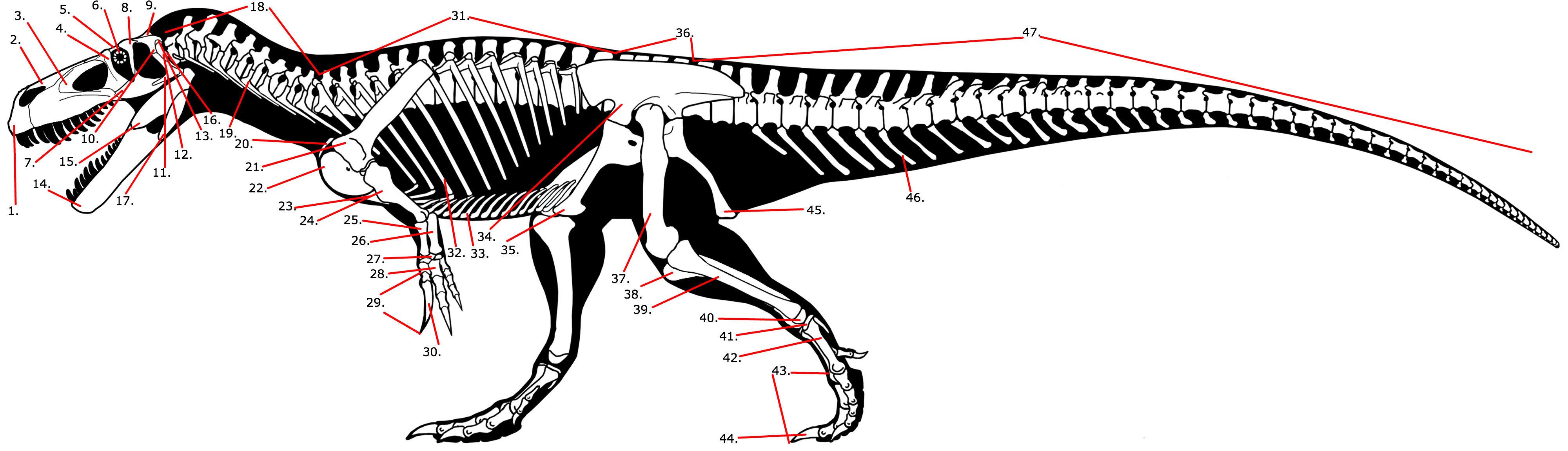
Підписаний скелет торвозавра, вид збоку:
1 передщелепна, 2 носова, 3 верхньощелепова, 4 сльозова, 5 лобова, 6 склеротичне кільце, 7 вилична, 8 заочна, 9 тім'яна, 10 луската, 11 квадратно-вилична, 12 квадратна, 13 верхня потилична, 14 зубна, 15 надкутова, 16 потилиця, 17 кутова, 18 хребці шиї, 19 ребра шиї, 20 вилочка, 21 лопатка, 22 коракоїд, 23 груднина, 24 плечова, 25 променева, 26 ліктьова, 27 кістки зап'ястка, 28 кістки п'ястка, 29 кисть, 30 дистальна фаланга, 31 спинні хребці, 32 грудинні ребра, 33 черевні ребра, 34 клубова, 35 лобкова, 36 крижова, 37 стегнова, 38 велика гомілкова, 39 мала гомілкова, 40 таранна, 41 кістки заплесна, 42 кістки плесна, 43 стопа, 44 дистальна фаланга, 45 сіднична, 46 шеврони, 47 хвостові хребці

У цьому термінологічному словнику пояснюються технічні терміни, які зазвичай використовуються при описі скам'янілостей тіл динозаврів. Окрім специфічних термінів, що стосуються динозаврів, він охоплює терміни ширшого вжитку, якщо вони мають центральне значення у вивченні динозаврів або якщо їхнє обговорення в контексті динозаврів є корисним. Глосарій не охоплює іхнологічні чи гістологічні терміни, а також вимірювальні величини.

## А
- акроміон (лат. acromion) — кістковий гребінь на зовнішньому дистальному кінці лопатки, що забезпечує прикріплення ключиці[1]. У нодозаврид розвивалася яскраво виражена шпора, відома як псевдоакроміон, яка, ймовірно, була місцем прикріплення переднього плечового м'яза (лат. musculus scapulohumeralis anterior), а отже, була аналогом акроміона ссавців[2].

- аксонія (лат. axony) — розташування домінантного (найбільшого і найбільш виступаючого) пальця на руці або нозі, і найчастіше використовується для опису слідів ніг. Коли центральний палець (як правило, палець III) є домінуючим, як у випадку з лапами більшості двоногих динозаврів, кисть або стопа є мезаксонічною. Ентаксонічна кисть або стопа має медіальний домінантний палець (палець I, або II); цей рідкісний стан можна зустріти у завроподів. І навпаки, ектаксонічна кисть/стопа має домінуючий палець назовні (найчастіше це палець IV). Коли пальців два або чотири й жодна з половин кісті/стопи не є домінантною — такий стан називається параксонічним[3].

- арктометатарсус (лат. arctometatarsus, від «стиснутий») — особливість будови стопи, де дві крайні плеснові кістки дуже сильно затискають середню, утворюючи майже єдину структуру. Ця ознака зустрічається у деяких похідних тероподів, включаючи орнітомімових, тиранозаврових, троодонтид, ельмізаврових та авімімових. Існує гіпотеза, що ця адаптація грала роль в амортизації бігу, що було важливим для активних хижаків[4][5]. Спочатку ця особливість використовувалася для визначення клади Arctometatarsalia, яка зараз вважається поліфілетичною[6].

- атлас або атлант (лат. atlas) — перший (передній) хребець хребетного стовпа. Він приймає потиличний відросток основи черепа, утворюючи таким чином з'єднання між черепом і хребтом. Динозаври мали один виросток (лат. condylus), що дозволяв здійснювати обертальний рух між атлантом і черепом. У ссавців, з іншого боку, спостерігаються подвійні виростки, що обмежують рух в одній площині — обертальний рух відбувається переважно між атлантом і другим, осьовим хребцем. Атлант динозаврів був примітивним, та складався з трьох окремих елементів: неврапофіза атланта (англ. atlantal neurapophysis), у верхній частині хребця[7], інтерцентра (лат. intercentrum) спереду та тіла хребця (лат. centrum) ззаду. Додаткова маленька кістка, проатлант, розташована перед невральною дугою (англ. neural arch)[8]. Центральну частину атланта також називають одонтоїдом (лат. odontoid). У динозаврів ці три елементи зазвичай залишаються окремими, але можуть зростатися між собою. У цератопсів атлант, а також осьовий і третій хребець зростаються в єдину кістку[8].

## Б
- базальні бугри (лат. basal tubera) — пара горбкоподібних розширень на нижньому боці черепної коробки, які функціонують як місця прикріплення нижніх м'язів шиї. Вони утворені основною потиличною (лат. basioccipitale) та основною клиноподібною (лат. basisphenoid) кістками та сильно виражені у ящеротазових, але лише помірно — у птахотазових[9][10].

- базікраній (лат. basicranium) — дно черепної коробки, утворене основною потиличною, основною клиноподібною кістками та парасфеноїдом[11].

- бічна клиноподібна кістка (англ. laterosphenoid або pleurosphenoid) — крилоподібна кістка передньої частини бічної стінки черепної коробки. Не видима ззовні, вона розташована спереду від передньовушної й контактує з тім'яною, лобовою та заочною кістками, розташованими зверху. Бічна клиноподібна як окрема кістка є унікальною для архозаврів; в інших рептилій ця частина хряща не закостеніла[12]:39[9][13][14].

- бічні потиличні кістки (англ. exoccipital) — парні кістки, що разом з непарними верхньою потиличною та основною потиличною кістками утворюють потилицю в задній частині черепа[13][12]:38.

## В
- великогомілкова кістка — більша з двох кісток гомілки. Вона розташована медіально від малогомілкової кістки. Великогомілкова кістка (англ. tibia) має помітний гребінь, що відходить від її передньої поверхні на верхньому кінці — великогомілковий гребінь або кнеміальний гребінь (англ. cnemial crest). Великогомілковий гребінь фіксує сухожилля триголового м'яза гомілки, яке відповідає за розгинання коліна та підсилює ці м'язи[2][15].

Схема черепа дромеозавра

- верхньощелепова або верхньощелепна кістка — задня і, як правило, найбільша зубоносна кістка верхньої щелепи. Спереду вона з'єднується з передщелепною і часто формує межі зовнішнього носового отвору. На більшій частині своєї довжини верхня щелепа утворює вентральну межу передочного отвору (англ. antorbital fenestra), а також заглиблення навколо цього отвору — передочну ямку (англ. antorbital fossa), глибоко занурену в верхню щелепу. У похідних тероподів верхня щелепа може мати два менших додаткових отвори — верхньощелепний та передщелепний отвори. На задньому кінці верхня щелепа зчленовується з виличною та слізною кістками[12]:37[15].

- верхня потилична кістка (англ. supraoccipital) — непарна кістка потилиці в задній частині черепа. Вона утворює верхній край великого потиличного отвору (лат. foramen magnum) і з'єднується дорсально з тім'яними кістками. На ньому зазвичай можна побачити серединний гребінь, на якому закріплюються м'язи шиї[13][12]:38–39.

- вилична кістка або скулова кістка (англ. jugal) — кістка черепа, яка окреслює нижню межу очної ямки та з'єднується спереду з верхньою щелепою, а ззаду — з квадратно-виличною. Її задній кінець роздвоюється в місці зчленування з квадратно-виличною, що вважається синапоморфією динозаврів[15][12]:12.

- відростки хребців (англ. neural spines або spinous processes) — відростки, що підіймаються від верхньої поверхні невральної дуги (англ. neural arch). Утворюють єдиний ряд по середній лінії хребта, причому їхні кінчики зазвичай є вищими точками окремих хребців. Відростки хребців забезпечують поверхні прикріплення для м'язів і зв'язок, що йдуть поверх хребта[16]. У деяких видів вони можуть бути сильно витягнуті, утворюючи «вітрило», або глибоко роздвоєні, так що їхні верхівки утворюють подвійний ряд гребенів[17][18].

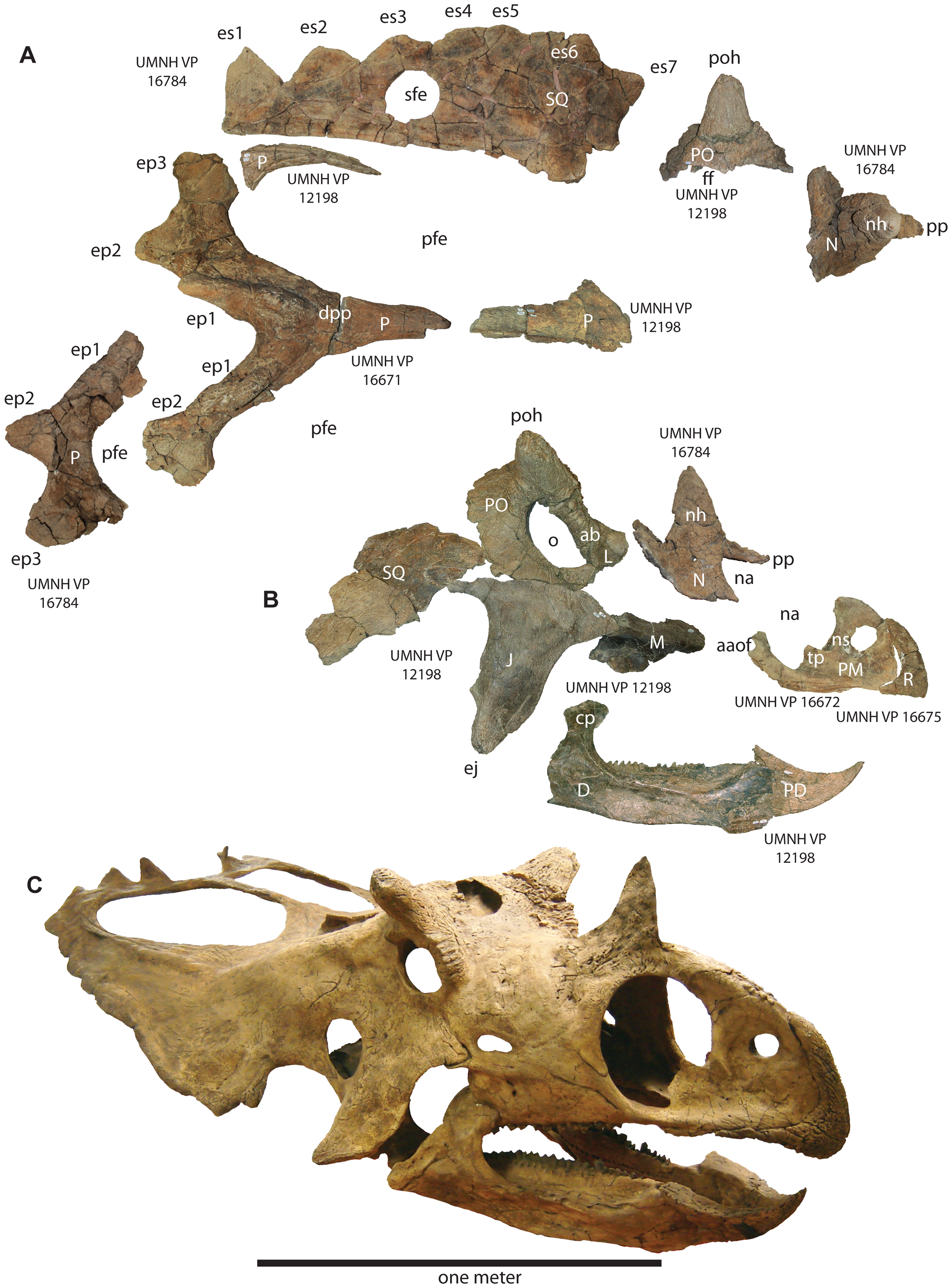
Череп ютацератопса. Яскраво виражений вінцевий відросток позначений «cp»

- вінцевий відросток (англ. coronoid process) — кістковий виступ, який тягнеться вгору від верхньої поверхні нижньої щелепи за зубним рядом. Цей відросток служить місцем прикріплення м'язів, які змикають щелепу; вищий вінцевий відросток збільшує плече важеля цих м'язів, а отже, і силу прикусу[19][14].

- вторинне піднебіння (англ. secondary palate) — дахоподібна структура, що відокремлює носові дихальні шляхи від рота. Хоани примітивних рептилій відкриваються в ротову порожнину в передній частині рота, що дозволяло блокування дихальних шляхів їжею під час годівлі. Вторинне піднебіння, як це зазвичай буває у ссавців, зміщує хоани назад, дозволяючи харчуватися і дихати одночасно[20]. У деяких кладах, включаючи анкілозаврів[21], спінозаврів[22] і маніраптоподібних целурозаврів[23], вторинне піднебіння було кістковим і називалося кістковим вторинним піднебінням (англ. osseous secondary palate). Водночас м'яке вторинне піднебіння було виявлено у деяких інших таксонів, таких як Plateosaurus і Stegosauria, на основі виступів і гребенів піднебінних кісток[24][25]. Кісткове вторинне піднебіння зазвичай утворене полицеподібними розширеннями передщелепних та верхньощелепних кісток, які з'єднуються з лемішем на серединній лінії черепа. Анкілозаври розвинули нову додаткову частину вторинного піднебіння, яка простягалася вперед від крилоподібної та піднебінної кістки в задній частині піднебіння, і має назву каудовентральна піднебінна підпора (англ. caudoventral palatal shelf) (відповідно, передня частина, утворена передщелепною та верхньощелепною кістками, називається ростродорсальною піднебінною підпорою (англ. rostrodorsal palatal shelf))[21].

## Г
- груднина або груднинні пластини (англ. sternum) — у незрощеному стані є кісткою грудного поясу. Груднина у рептилій зазвичай хрящова, тому її відсутність або зв'язок з ключицями не завжди можна визначити[26].

## Ґ
- ґленоїд (лат. glenoid) — суглобова поверхня, утворена коракоїдом і лопаткою, що приймає головку плечової кістки, утворюючи плечовий суглоб. Це увігнута кругла структура, облямована кістковим обідком і розташована на задній поверхні коракоїда та задньодистальній поверхні лопатки[26][15].

## Д
- дельтопекторальний гребінь (англ. deltopectoral crest) — направлений вперед кістковий виріст на верхній частині плечової кістки. Особливо довгий і помітний дельтопекторальний гребінь є синапоморфією динозаврів, тобто ознакою, що відрізняє групу від інших груп. У динозаврів гребінь становить 30—40 % довжини плечової кістки. Він забезпечував поверхні для м'язів плеча і грудей (дельтовидних і грудних м'язів відповідно), які, скорочуючись, притягували руку до тулуба[12]:14.

- дзьобоподібна кістка, коракоїдна, вороняча кістка або коракоїд (англ. coracoid) — парна кістка грудного пояса, яка кріпиться до нижнього кінця лопатки. Цей плаский, а у динозаврів, як правило, напівкруглий або квадратний за формою елемент, має ендохондральне походження. Його нижній край, разом з лопаткою, утворює частину ґленоїда плечового суглоба або суглобову западину лопатки (англ. glenoid fossa)[12]:47–49. На бічній поверхні коракоїда є отвір — коракоїдний отвір — через який проходить надкоракоїдний нерв[26].

## Е
- ендокран (англ. endocast) — зліпки мозкових порожнин, включаючи черепну коробку та невральні канали хребців. Таким чином, ендокрани можуть фіксувати зовнішні ознаки мозкових структур, які були присутні в цих порожнинах, а насамперед — головного мозку. Ендокрани не є точними копіями, оскільки мозкові порожнини, як правило, містять додаткову тканину, яка може ускладнювати морфологію мозкової структури. Природний ендокран утворюється, коли мозкова порожнина заповнюється осадовими відкладеннями, в той час як штучний ендокран можна виготовити за допомогою ливарного матеріалу[27].

- епіосіфікації (англ. epiossifications) — додаткові закостеніння, що росли на черепах цератопсів[28]. До них відносяться:
  - ростральна (англ. rostral) — додаткова кістка спереду від передщелепної кістки верхньої щелепи;
  - епіназальна (англ. epinasal), яка утворює основу рогу носа;
  - надвиличні (англ. epijugals) — пара кісток, які часто утворюють невеликі роги вилиці;
  - надтім'яні (англ. epiparietals) та надлускаті кістки (англ. episquamosals) — невеликі закостеніння, що вкривають краї оборки цератопсів (тім'яна та луската кістки відповідно). Ці окостеніння також називаються надпотиличними (англ. epoccipitals)[28].

- епіпофізи (англ. epipophyses, одн. (англ. epipophysis) — кісткові виступи шийних хребців, знайдені у динозаврів і деяких викопних базальних птахів. Ці парні відростки розташовані над постзигапофізами на задній частині невральної дуги хребця. Їхня морфологія дуже різноманітна і варіюється від невеликих, простих, схожих на горбки виступів до великих, складних, крилоподібних наростів. Епіпофізи забезпечували велику площу прикріплення для декількох м'язів шиї. Великі епіпофізи свідчать про сильну мускулатуру шиї. Наявність епіпофізів вважається синапоморфією динозаврів[12]:14.

- епіптеригоїд (лат. epipterygoid) — парна ендохондральна кістка в задній частині піднебіння. Невелика, схожа на пластинку кістка, що з'єднується з крилоподібною кісткою та черепною коробкою[12]:39–40.

## З

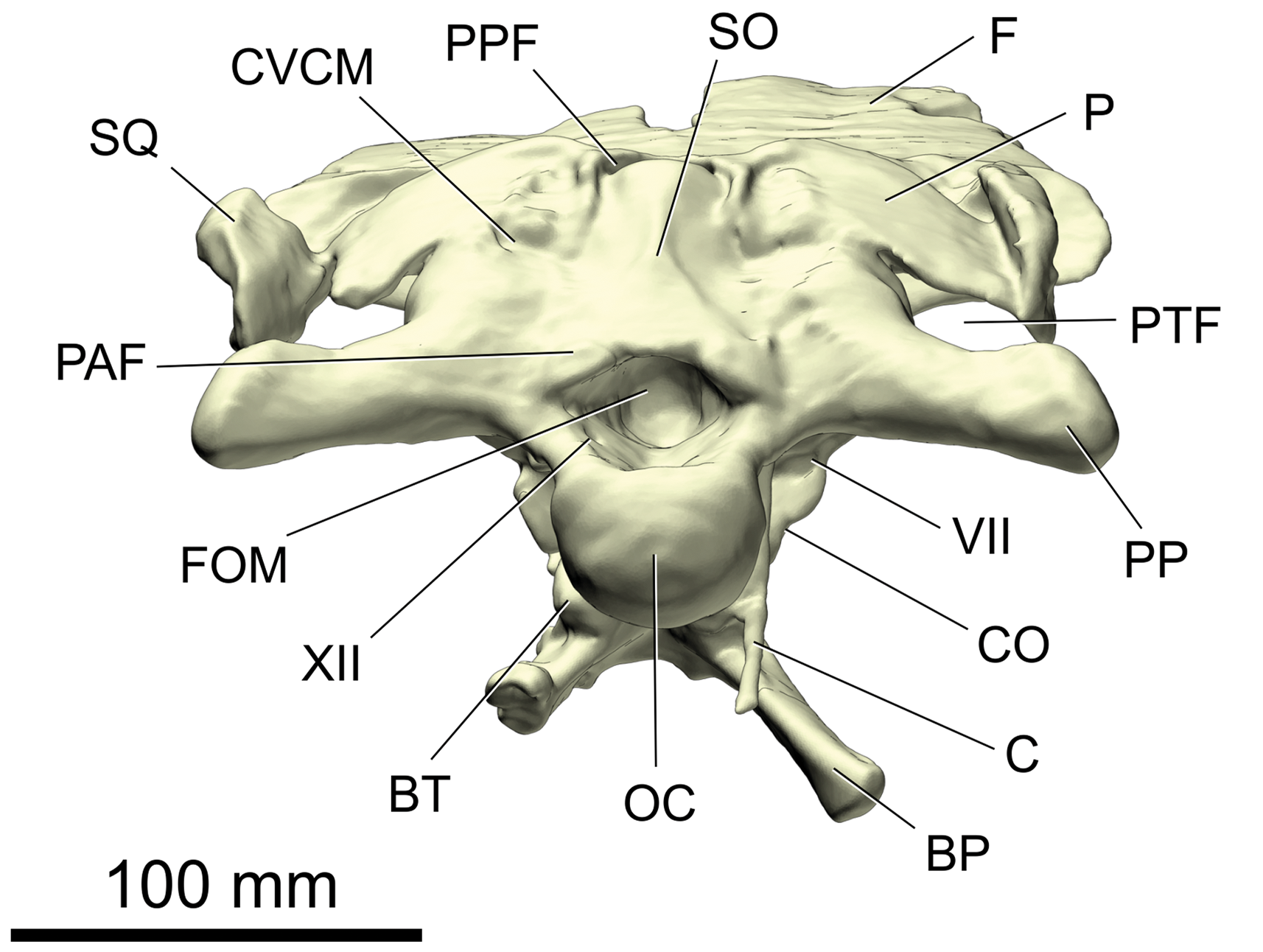
Черепна коробка завропода Spinophorosaurus у проєкції ззаду, що демонструє затім'яний отвір (PPF) і заскроневе вікно (PTF)

- задньовушна кістка[29] (англ. opisthotic) — парна кістка задньої частини черепної коробки. У дорослих динозаврів вона завжди зрощена з парними бічними потиличними кістками, утворюючи структуру, відому як бічнопотилично-задньовушна кістка (англ. exoccipital-opisthotic). Нижче парні бічні потиличні зростаються з основною потиличною кісткою[13][12]:38.

- зазубрини (англ. serrations) — невеликі виступи, розташовані лініями вздовж ріжучих країв (carinae) зубів. Близьким за значенням є термін «зубчики» (англ. denticle, dentelures). Обидва терміни визначаються по-різному, однак багато авторів використовують їх як синоніми. Інші автори застосовують термін «зазубрини» до менших структур зубів м'ясоїдних тварин, а термін «зубчики» — до грубіших виступів, які можна побачити в багатьох зубах травоїдних тварин. Термінологічний огляд 2015 р. визначає зубчики як складний тип зазубрин, утворених як емаллю, так і дентином, що лежить під нею, тоді як термін «зазубрини» охоплює структури, утворені виключно емаллю. Згідно з цим визначенням, зубні виступи у м'ясоїдних динозаврів, слід називати «зубчиками»[30]. Для опису складної морфології зубів м'ясоїдних використовується детальна термінологія:
  - целли (cellae) — проміжки між окремими зубчиками[30].
  - діафіз (diaphysis) — точка, де емалеві ковпачки двох сусідніх зубчиків розходяться або знаходяться найближче один до одного[31][32][30].
  - ампула (ampulla) — колбоподібна порожнина під діафізом[30].
  - оперкулум (operculum) — емалевий шар зуба[30].
  - корінь (radix) — серцевина зубчика під оперкулумом[30].
  - міжзубчикова борозна (interdenticular sulcus чи blood groove) — борозенка, яка проходить від проміжків між сусідніми зубчиками на невеликій відстані до поверхні з обох боків перпендикулярно до ріжучого краю зуба[30].
  - cauda — випуклість, що виникає від основи зуба і йде перпендикулярно до ріжучого краю на поверхню зуба між двома міжзубчиковими борознами[30].

- заочна або задньоорбітальна кістка (англ. postorbital) — парна кістка збоку черепа, яка формує більшу частину заднього краю очниці[12]:38.

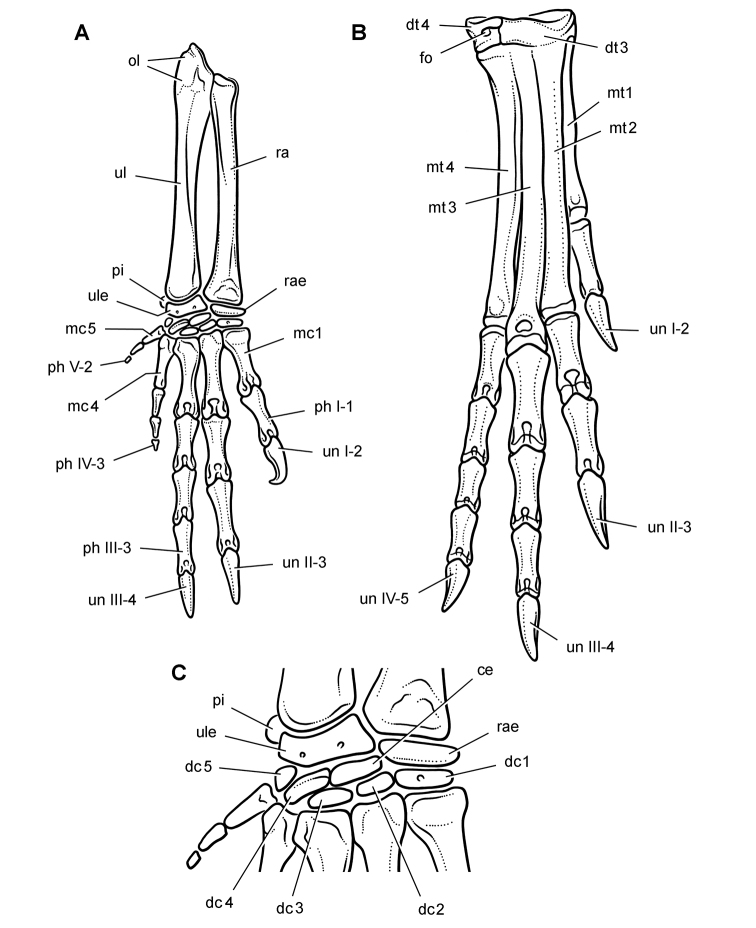
Кістки передпліччя та долоні (A), стопи (B) та зап'ястка (C) гетеродонтозавра.
ol — ліктьовий відросток, ul — ліктьова кістка, ra — променева кістка, pi — горохоподібна кістка, ule — os ulnare, rae — os radiale, mc — п'ясток, ph — фаланги, un — дистальна фаланга, mt — плесно

- кістки зап'ястя (англ. carpals) утворюють зап'ясток, який з'єднує передпліччя (променеву та ліктьову кістки) з п'ястковими кістками кисті[14]. Відповідною частиною стопи є заплесно (лат. tarsus). Базальні рептилії мають три ряди кісток зап'ястя. У динозаврів зап'ясток часто не повністю закостенілий, а кількість та характер складових зап'ястка переважно залишаються незрозумілими. Особливо добре окостенілий зап'ясток базального птахотазового гетеродонтозавра складався з дев'яти елементів. Проксимальний ряд складається з os radiale (під променевою кісткою), os ulnare (під ліктьовою кісткою) і горохоподібної кістки (лат. os pisiforme) — невеликого елемента під ліктьовою кісткою та латеральніше за os ulnare. Дистальний ряд складався з п'яти елементів, розташованих над п'ятьма п'ястковими кістками, які позначаються як дистальні п'ясткові кістки 1—5. Середній ряд представлений єдиним елементом — центральною кісткою (лат. centrale)[33][34].

- заскроневе вікно (англ. posttemporal fenestra) — парний отвір, розташований під заднім краєм тім'яної частини склепіння черепа і над тім'яним відростком черепної коробки. Можливо, воно було виходом потиличної гілки очної артерії[35].

- затім'яний отвір (англ. postparietal foramen, postparietal fontanelle або postparietal fenestra) — непарний отвір, розташований на середній лінії черепа між тім'яною та верхньою потиличною ділянками, який зустрічається у деяких завроподоморфів. Як і пінеальний отвір, він, можливо, оголював тім'яне око (англ. parietal eye), а отже, слугував для фоторецепції[36][37][38].

- зовнішні носові отвори (англ. external nares) — пара зовнішніх отворів черепа для ніздрів. Це важливі орієнтири в черепі, вони переважно розташовані перед передочним отвором біля кінчика морди. Зовнішні носові отвори іноді називають ніздрями; однак таке визначення не рекомендується, оскільки термін «ніздря» зарезервований для м'ясистого отвору носового ходу, який в деяких випадках може знаходитися далеко за межами зовнішніх носових отворів[15]. Отвори носового отвору в ротову порожнину, своєю чергою, називаються внутрішніми носовими отворами, або хоанами[12]:39. Часто розширена передня частина носової порожнини, що розташовується безпосередньо під краями зовнішніх носових раковин, називається присінком носа (англ. nasal vestibule).

- зовнішня крилоподібна кістка або ектоптеригоїд (лат. ectopterygoid) — менша кістка піднебіння. Парна і дермальна за походженням, вона з'єднується з виличною кісткою латерально і з крилоподібною кісткою медіально[12]:39–40.

- у динозаврів зуби є на верхній і передщелепній частині верхньої щелепи, а також на зубній частині нижньої щелепи[12]:40. Лише такі базальні динозаври Eoraptor і Eodromaeus мають рудиментарні зуби на крилоподібній частині піднебіння (піднебінні зуби)[39]. Щелепна кістка без зубів називається беззубою (англ. edentulous). Зуби можна розділити на дві частини: коронку, яка є верхньою, відкритою частиною, і корінь, що залягає в яснах[40]. Зуби в основному складаються з двох типів тканин — емалі та дентину. Емаль утворює твердий і блискучий зовнішній шар, тоді як більш м'який і схожий на кістку дентин заповнює внутрішній шар. Іноді поверх шару емалі можна знайти третій тип — цемент (англ. cementum)[41].

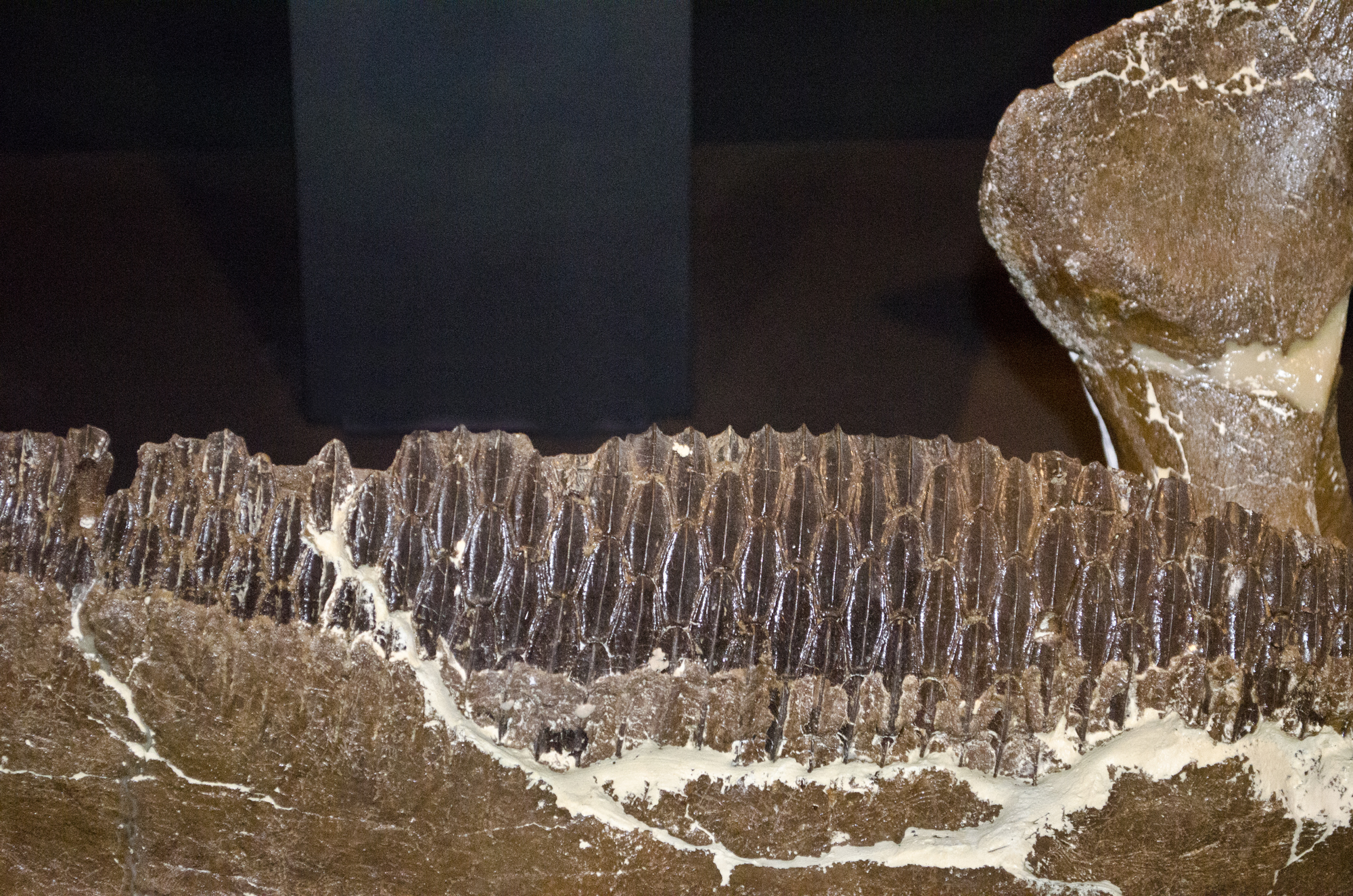
Нижня щелепа едмонтозавра, що демонструє зубну батарею

- зубна батарея (англ. dental battery) — тип зубного ряду у деяких травоїдних динозаврів, де окремі зуби щільно прилягають один до одного, утворюючи безперервну шліфувальну поверхню. У гадрозавра едмонтозавра зубна батарея кожної половини верхньої та нижньої щелеп містила понад 60 рядів зубів. Кожен ряд складався з трьох функціональних зубів, розташованих один на одному, і до п'яти запасних зубів під цим рядом, які прорізалися з щелеп, коли функціональні зуби зношувалися та випадали. Це найскладніший тип зубного ряду у динозаврів — він еволюціонував незалежно у гадрозаврів, цератопсів і деяких завроподів та відрізнявся за формою і функціями в цих окремих кладах[12]:185–186[42].

- зубна кістка (англ. dentary) є основною кісткою нижньої щелепи. Це єдина кістка нижньої щелепи, яка несе зуби. Вона виступає попереду всіх інших щелепних кісток, за винятком птахотазових, у яких кінчик нижньої щелепи формується передзубною кісткою. Своїми передніми кінцями зубні ряди лівої та правої щелепи з'єднуються разом, утворюючи нижньощелепний симфіз (англ. mandibular symphysis)[12]:40.

- зубний ряд (англ. dentition) — збірний термін для всіх зубів, наявних у щелепах окремого динозавра. Зубний ряд може бути гомодонтним, коли присутній лише один тип зубів, або гетеродонтним, коли присутні різні типи[40]. Зуби безперервно замінюються протягом життя. Зуби, що прорізалися та активно використовуються, називаються функціональними зубами. У кожній зубній комірці, як правило, перебуває один або два непрорізавшихся замінних зуба, які послідовно мігрують у зубну лунку і замінюють функціональний зуб, коли той випаде. У деяких видів травоїдних видів у кожній зубній комірці може знаходитись до шести змінних зубів. Зміна зуба починається з резорбції кореня функціонального зуба[43]. Зуби, що випали після заміни, не мають кореня і називаються випалими зубами[41].

- зубні альвеоли, зубні лунки (лат. alveoli) — заглиблення в щелепах, що містять корені зубів. В альвеолах динозаврів зуби періодично замінювалися новими, що росли під ними. Скидання коронки старого зуба відбувалося після резорбції кореня. Стан глибоких альвеол, відомий як текодонтія, присутній у всіх архозаврів, включно з динозаврами. З іншого боку, у більшості лускатих спостерігається плевродонтія, коли зуби зростаються з внутрішніми сторонами кісток щелепи, або акродонтія, за якої зуби зростаються з верхньою частиною кісток щелепи без лунок. Історично стан текодонтії використовувався для визначення класу Thecodontia, який зараз вважається парафілетичним і, отже, застарілим[44].

- зчленівна кістка (лат. os articulare, англ. articular) — крайня задня кістка нижньої щелепи. На дорсальній поверхні містить ґленоїд (лат. glenoid) — западину, в яку входить нижній кінець квадратної кістки черепа, утворюючи щелепний суглоб. Це єдина ендохондральна кістка нижньої щелепи, що формується безпосередньо із задньої частини меккелевого хряща. У ссавців зчленована кістка мігрувала у череп, утворивши молоточок середнього вуха[45].

- зчленування (лат. articulatio, англ. articulation) — рухоме з'єднання кісток скелета. Цей термін також використовується для опису збереження зразків — у зчленованому зразку окремі кістки з'єднані разом у своєму оригінальному анатомічному положенні. І навпаки, у розчленованому скелеті кістки виведені зі свого первинного анатомічного положення. Зразок, знайдений з розчленованими кістками, але в безпосередній близькості одна від одної, називається зв'язаним скелетом. Перехід від повністю зчленованого скелета до скупчення ізольованих і незчленованих кісток відбувається поступово[46].

- зчленування гіпосфен—гіпантрум (англ. hyposphene-hypantrum articulation) — додаткові суглоби, що з'єднують сусідні хребці. Вони складаються з відростка на задній стороні хребця, гіпосфену, який входить у заглиблення на передній стороні наступного хребця, гіпантрума. Гіпосфенно-гіпантрумні зчленування спостерігаються в спинних хребцях, а іноді також у задніх шийних і передніх хвостових хребцях[47].

## І
- інтерцентр[48] (лат. intercentrum) — частина хребетного стовпа, що знаходиться між тілами окремих хребців в шийному відділі деяких динозаврів. Часто зустрічається у прив'язці до першого хребця, та інколи повністю зростається з тілом[49].

## К

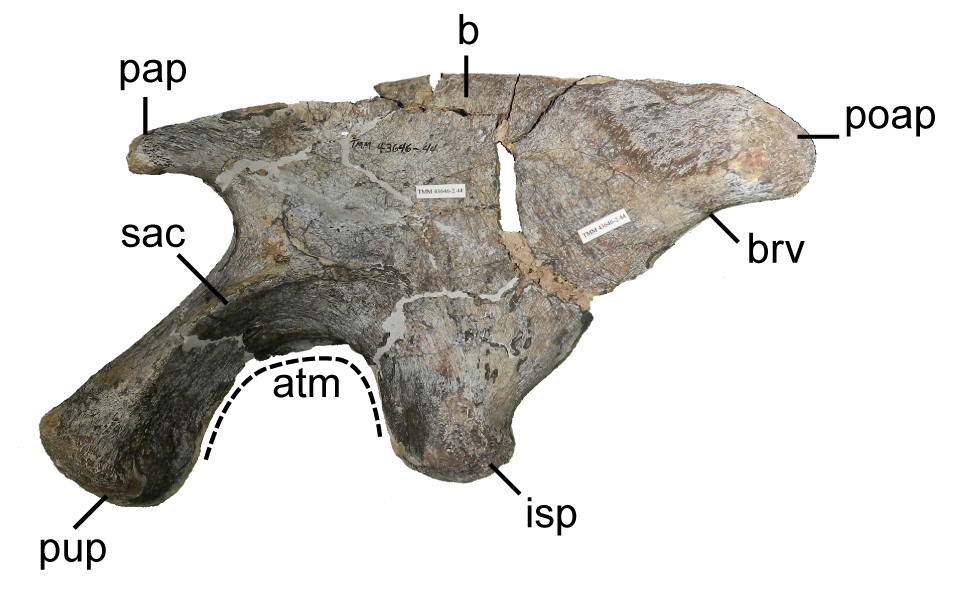
Ліва клубова кістка базального завроподоморфа саразавра у вигляді збоку.b — клубовий гребінь, poap — закульшове крило, brv — коротка ямка, isp — сіднична ніжка, atm — край кульшової западини, pup — лобкова ніжка, sac — надвертлюжний гребінь, pap — передкульшове крило

- квадратна кістка (англ. quadrate) — велика, парна та ендохондральна кістка в задній частині черепа. Стовпчаста структура, її нижній кінець зчленовується з нижньою щелепою, утворюючи щелепний суглоб, тоді як верхній кінець заходить під лускату кістку. Квадратна кістка є частиною піднебіння[12]:39–40.

- квадратно-вилична кістка (англ. quadratojugal) — кістка в скроневій частині черепа, яку видно збоку, що утворює нижній задній кут черепа[12]:37–38.

- кисть або рука, складається з кісток зап'ястка, п'ястка та кистьових фаланг пальців.

Схема передньої кінцівки алозавра з основними сегментами кінцівки

- кінцівки — парні придатки тіла у тварин, відокремлені від тулуба або голови, разом з поясами, складають частину додаткового скелета. Передні та задні кінцівки дуже схожі за будовою і розділені на три основні частини[15]. Верхня частина, стилоподій, складається з плечової кістки (передня кінцівка) або стегнової кістки (задня кінцівка), тоді як нижня частина, зейгоподій, складається з ліктьової та променевої кісток (передня кінцівка) або великогомілкової та малогомілкової кісток (задня кінцівка). Дистальна частина — автоподій, що складається з кистей або стоп. Сам автоподій поділяється на три сегменти. Зап'ясток (передня кінцівка) та заплесно (задня кінцівка) утворюють базиподій. П'ясток (передня кінцівка) та плесно (задня кінцівка) — метаподій, а фаланги пальців — акроподій[50]. Також, нова термінологія була запропонована Гюнтером Вагнером та Чі-Хуа Чіу у 2001 році. Згідно з нею, автоподій поділяється лише на два відділи, мезоподій, що складається з вузлових елементів (зап'ясток або заплесно), і акроподій, який за цим визначенням включає всі автоподієві довгі кістки, в тому числі п'ясткові кістки (або плеснові кістки) і фаланги[51].

- кістки, окрім зубів, є найпоширенішими скам'янілостями динозаврів. Кістки складаються з гідроксилапатиту, мають сильну мінералізацію і тому міцні. М'які частини, навпаки, можуть зберегтися лише у вигляді відбитків й лише у виняткових випадках. Кісткові частини включають череп, осьовий (хребет і ребра) і аппендикулярний скелет (плечовий, тазовий пояси та кінцівки)[52]. Більшість кісток є парними, з дзеркально оберненим аналогом на іншій стороні тіла, або непарними, в цьому випадку вони зазвичай лежать на середній лінії тіла і розділені останньою на дві симетричні половини[15]. Крім того, кістки охоплюють ряд елементів, що утворюються на шкірі, таких як черевні ребра (лат. gastralia), кісткові гребені (англ. bony scutes) та шипи[52]. Палеонтологи найчастіше вивчають морфологію кісток, але також їхню гістологію (внутрішню мікроструктуру аж до клітинного рівня) та хімічний склад, що дає важливе розуміння біології динозаврів[53]. Існує два основних типи кісток: дермальні кістки[54], шкірні або покривні кістки (англ. dermal bones) формуються безпосередньо в дермі (шкірі), та виростають з тонких пластинок[54] та ендохондральні кістки, що утворюється з хрящової тканини, яка осифікується (перетворюється на кістку)[15].

- кістки заплесна — набір кісток задніх кінцівок між плесновими кістками внизу та великогомілковою та малогомілковою кістками зверху[15]. У сукупності вони складають передплесно (англ. tarsus). Передплесно складається з верхнього ряду, утвореного таранною та п'ятковою кістками, і нижнього ряду дрібних кісток, розташованих на плеснових кістках. Верхній і нижній ряди можуть рухатися один проти одного, утворюючи гомілковостопний суглоб.

- кістки плесна — довгі кістки стопи. Разом вони утворюють плесно (англ. metatarsus), яке з'єднує заплесно з пальцями ніг. Вони позначаються римськими цифрами від I до V, причому плеснова кістка I є внутрішньою (з'єднується з великим пальцем), а плеснова кістка V — зовнішньою[15].

- кістки п'ястка — довгі кістки кисті, що формують долоню. Разом вони складають п'ясток (англ. metacarpus) і розміщуються між зап'ястковими кістками та фалангами пальців. Вони маркуються римськими цифрами від I до V, причому п'ясткова кістка I є внутрішньою (з'єднується з великим пальцем), а п'ясткова кістка V — зовнішньою[15].

- клиноподібно-нюхова кістка[55] або клиновидно-нюхова кістка (англ. sphenethmoid) — трубчаста кістка в передній частині черепної коробки. Розташована під лобовими кістками, позаду міжнюховою та перед орбітоклиноподібною кісткою, вона містила нюхові цибулини, що відповідали за нюх. Як і у випадку з міжнюховою та орбітоклиноподібною кістками, клиновидно-нюхова кістка у багатьох видів не костеніє і тому рідко зберігається[56][13].

- клубова кістка (англ. ilium) — верхня і найбільша кістка стегна. Він складається з основної частини — клубового гребня (англ. iliac blade), медіальна сторона якого прикріплена до крижових хребців. Вентрально він утворює потовщений, вигнутий гребінь, що нависає над вертлюжною западиною — надвертлюжний гребінь (англ. supraacetabular ridge/crest), який розподіляє навантаження, що передаються через стегнову кістку задньої кінцівки. Фронтальне розширення клубового гребеня називається передкульшовим відростком (також: передкульшове крило, preacetabular process/ala), а заднє розширення — закульшовим відростком (також: закульшове крило, postacetabular process/ala)[57]. Обидва розширення дозволяють оптимально розмістити основи м'язів кінцівок. Перед вертлюжною западиною міцний відросток, лобкова ніжка (англ. pubic peduncle), відходить вентрально і прикріплюється до лобка, тоді як сіднична ніжка (англ. ischiadic peduncle) відходить позаду вертлюжної западини та прикріплюється до сідничної кістки[58]. Одразу за вертлюжною западиною на сідничній ніжці лежить противертлюг (англ. antitrochanter) — суглобова поверхня, що поширюється вентрально на сідничну кістку і зчленовується з більшим вертлюгом стегнової кістки[59][60]. На вентральній поверхні вертлюгового відростка простежується заглиблення — коротка ямка (англ. brevis fossa), звідки бере початок хвостово-стегновий короткий м'яз[58]. Латерально межує з короткою ямкою так звана коротка підпора (англ. brevis shelf) — гребінь, що проходить вздовж вентролатерального краю клубової кістки між сідничною ніжкою і заднім кінцем кістки[60].

- ключиці (лат. clavicula, множ. claviculae; англ. clavicles) — пара схожих на розпірки, вигнутих кісток, розташованих над коракоїдом у плечі. Ці покривні кістки[54] (англ. dermal bones) прикріплені до акроміона лопатки, і їх найкраще видно на скелеті спереду. Ключиці нечасто знаходять у скелетах динозаврів, що, ймовірно, пов'язано з їхнім низьким потенціалом збереження[61][12]:49.

- крижові хребці або крижі (англ. sacral vertebrae, sacrals) хребетного стовпа розташовані між спинними та хвостовими хребцями. Вони нерідко зростаються разом у структуру, відому як крижова кістка[15]. Іноді один або кілька спинних хребців зростаються з крижовою кісткою, утворюючи структуру, яка називається складний криж[40].

- крилоподібна кістка чи птеригоїд (англ. pterygoid) — шкірна, парна кістка піднебіння. Велика і складна, вона зчленовується як з черепною коробкою, так і з іншими кістками піднебіння. У своїй задній частині лівий і правий птеригоїди облямовують отвір — міжптеригоїдну порожнину (англ. interpterygoid vacuity)[12]:39–40.

- кульшова западина або вертлюжна западина (лат. acetabulum) — отвір у тазу, утворений клубовою кісткою, лобком і сідничною кісткою, що видно в бічній і медіальній проєкціях. У ній розміщується голівка стегнової кістки, утворюючи тазостегновий суглоб. Більшість тетраподів мають закриту вертлюжну западину, в якій западина повністю заповнена кісткою, утворюючи заглиблення. Динозаври унікальні тим, що демонструють перфоровану або відкриту вертлюжну западину, де вся западина являє собою отвір без заповнення кісткою[15].

- кутова кістка (англ. angular) — велика кістка нижньої щелепи. У бічному ракурсі кутова кістка охоплює більшу частину задньої частини щелепи, розташовуючись позаду зубної та нижче надкутової кісток. На медіальному зрізі нижньої щелепи вона розташована нижче передсуглобової кістки. Вона формує дно привідного отвору й підтримує задню частину меккелевого хряща[45].

## Л
- леміш (англ. vomer) — непарна вузька кістка передньої частини піднебіння, яка розділяє ліву і праву верхні щелепи та хоани[12]:39–40.

- ліктьова кістка (англ. ulna) — більша і задня з двох кісток передпліччя[15]. На верхньому кінці ліктьової кістки часто видно великий відросток, що тягнеться за ліктьовий суглоб, — ліктьовий відросток (англ. olecranon process), до якого прикріплювалися триголові м'язи (м'язи-розгиначі передпліччя). Іноді значне подовження ліктьвого відростка надавало цим м'язам збільшеного важеля сили[12]:50[2]:173–174.

- лобкова кістка (англ. pubis) — одна з трьох кісток, що складають таз, розташована вентрально від клубової кістки та спереду від сідничної кістки. У ящеротазових лобкове тіло базально спрямоване вперед (пропубічний таз (англ. propubic)). У птахотазових лобкове тіло було спрямоване назад (опістопубічний таз (англ. opisthopubic)) й натомість була присутня добре розвинена передня гілка або препубіс (англ. prepubis), який у похідних формах міг бути більшим за задньоспрямоване тіло[62]. Лівий і правий лобок зазвичай зростаються по всій довжині, а дистальна частина розширюється, утворюючи лобковий фартух (англ. pubic apron)[63]. У деяких неотероподів дистальний відділ шва не є безперервним, а утворює фенестру — лобковий отвір, який видно у черевній проєкції[63]. У проксимальній частині лобка є затульний отвір (англ. obturator foramen), розташований близько до кульшової западини й видимий у бічній проєкції[63]. Затульний отвір забезпечує проходження затульного нерва. У тероподів затульний отвір не повністю оточений кісткою, оскільки бракує вентральної межі; такий стан називається затульною впадиною[63].

- лобна кістка (англ. frontal) — парна дермальна кістка склепіння черепа, що розміщується між носовою кісткою спереду та тім'яною кісткою ззаду. Лобові кістки, як правило, обширні й утворюють верхній край очної ямки, а також значну частину склепіння черепної коробки[12]:38.

- лопатка — ендохондральна кістка і найбільший елемент грудного поясу. У дорослих особин лопатка зазвичай зростається з дзьобоподібною кісткою, утворюючи скапулокоракоїд (англ. scapulocoracoid)[26].

- луската кістка (англ. squamosal) — парна кістка в задніх кутках черепа[12]:38.

## М
- мала гомілкова кістка — довга кістка, розташована збоку від великогомілкової кістки. Разом ці дві кістки утворюють гомілку. Зазвичай вона тонша, ніж великогомілкова, і особливо тонка у похідних тероподів та птахів[15][12]:53.

- меккелева борозна (англ. Meckelian groove) — поздовжній канал у нижній щелепі. У ньому містилися неокостенілі залишки меккелевого хряща (англ. Meckel's cartilage), з якого костеніли ендохондральні елементи нижньої щелепи. Передня частина меккелевої борозни відкрита на медіальній стороні зубного ряду поблизу вентрального краю кістки, тоді як задня частина закрита кісткою з обох боків, відкриваючись лише дорсально через привідний отвір[45][64].

- міжзубні пластини (англ. interdental plates) — кісткові пластинки на язиковому (внутрішньому) краї зубного ряду, які підіймаються від альвеолярного краю щелепи, заповнюючи простір між зубами[65][66].

- міжнюхова кістка[54] (англ. mesethmoid) — кістка в передній частині черепної коробки. Вона розташована під лобовими кістками та перед клиновидно-нюховою кісткою, а спереду зчленовується з міжочною перегородкою (англ. interorbital septum). Міжнюхова кістка складається з горизонтальної дорсальної пластинки, розташованої безпосередньо під лобовими кістками, від якої вентрально відходить серединна перегородка (тонка кісткова стінка на середній лінії черепа), що контактує з основною клиноподібною кісткою (англ. basisphenoid). Як і у випадку зі клиновидно-нюховою та орбітоклиноподібною кістками, міжнюхова кістка у багатьох видів не костеніє і тому рідко зберігається; проте він часто зустрічається у птахів[56][13].

- міжпластинчаста еластична зв'язка (лат. ligamentum elasticum interlaminare) — зв'язка, що складається з непарних пучків, які з'єднують хребцеві відростки сусідніх хребців у динозаврів і птахів. Ця зв'язка сполучає шию і хвіст, а у сучасних птахів підтримує увігнутість шиї[67][68]. Припускається, що розрив цієї зв'язки, під час розкладання трупу, призводить до характерних передсмертних поз, коли хребет загиблої тварини неприродньо вигнутий[67].

- мозочок (лат. cerebellum, букв. «маленький мозок») — дорсальна частина мозку між стовбуром головного мозку і головним мозком, що служить для контролю рівноваги, положення тіла та рухів. Цю частину мозку зазвичай не можна побачити у скам'янілостях динозаврів, оскільки вона рідко зустрічається на ендокранах. Виняток становить можливе збереження мозочкових листків у зразка конхораптора[27][69][14].

## Н
- надгрудник (англ. interclavicle, episternum) — одинарна, стрижнеподібна покривна кістка, що розташовується між ключицями в плечовому поясі[61]. Це примітивна ознака тетраподів — надгрудник, як правило, відсутній у динозаврів, оскільки він був втрачений у динозавроподібних[70]. Однак наявність епістернуму у кількох таксонів динозаврів неодноразово припускалася[61].

- надкутова кістка (англ. surangular) — шкірна кістка нижньої щелепи, що видима в бічному ракурсі, розташована позаду зубної та вище кутової[12]:40.

- надочноямкова або надбровна кістка (англ. palpebral, supraorbital або adlacrimal) — невелика кістка, прикріплена до верхнього краю очниці (очної ямки) або утворює її частину. Вона формується у верхній повіці та походить з остеодерми. З обох боків черепа може бути одна або кілька додаткових надочноямкових кісток. Наявність palpebral є синапоморфією птахотазових, хоча вони також розвинулися в інших кладах рептилій, включаючи крокодилоподібних[71].

- надп'яткова кістка (лат. astragalus) — велика кістка заплесна. Вона розташована безпосередньо під великогомілковою кісткою і медіально від п'яткової кістки, яка знаходиться під малогомілковою кісткою. Надп'яткова кістка не обертається відносно п'яткової або великогомілкової кісток; натомість у двоногих вона часто зливається з обома елементами. Тоді такий елемент скелета називається тибіотарсус (лат. tibiotarsus)[72].

- надскроневий або верхній скроневий отвір (англ. supratemporal fenestra) — отвір на задній верхній частині черепа[15]. Зазвичай вона межує з заочною, лускатою та тім'яною кістками[12]:38.

- невральна дуга[55]:73[48]:58 (англ. neural arch) — дугоподібний верхній компонент хребця, що лежить над хребетним каналом і тілом хребця. У дорослих динозаврів тіло хребця і невральна дуга зазвичай зростаються разом, закриваючи невроцентральний шов (англ. neurocentral suture), присутній у молодих особин. Невральна дуга може містити різноманітні кісткові відростки, такі як спинні гребені, епіпофізи, поперечні відростки (які з'єднуються з ребрами) і суглобові відростки (що зчленовуються з сусідніми хребцями). Динозаври мають складні невральні дуги, часто оздоблені системою пластинок, ямок та/або плевроцелей, що формують повітряні мішки, які розташовуються вздовж хребців.

- невроцентральний шов (англ. neurocentral suture) — розмежування між тілом та невральною дугою кожного хребця. Молодняк динозаврів зазвичай мають «відкриті» (незрощені) невроцентральні шви, які стають «закритими» (зрощеними), коли вони досягають дорослого віку.

- зовнішний нижньощелепний отвір (англ. mandibular fenestra) — отвір у нижній щелепі між зубною, надкутовою та кутовою кістками. Він характерний для архозавроподібних і присутній у більшості груп динозаврів[12]:40.

- нижня щелепа — частина черепа, що лежить нижче черепної коробки. Кожна половина нижньої щелепи, що називається нижньощелепною гілкою (mandibular ramus; від лат. «гілка»)[73], сполучається з квадратною кісткою в задній частині черепа, утворюючи щелепний суглоб. З фронтальної сторони нижньощелепні кістки скріплені одна з одною; область скріплення називається нижньощелепним симфізом (англ. mandibular symphysis). Нижня щелепа складається як з ендохондральних кісток, що окостеніли з меккелевого хряща, так і з дермальних кісток[45]. У динозаврів зуби містить лише зубний відділ нижньої щелепи.

- парна носова кістка (англ. nasal) є передньою кісткою склепіння черепа і найбільшою кісткою верхньої поверхні морди. Вона розташована між передщелепною спереду і лобовою кісткою ззаду[12]:38[15]:141.

## О
- окостенілі сухожилля (англ. ossified tendons) — кісткові стрижні, що укріплюють хребетний стовп і надають йому жорсткості[15]. Наявність окостенілих сухожиль на верхніх кінцях хребців вважається синапоморфією птахотазових[74].

- орбітоклиноподібна кістка[48]:80 (англ. orbitosphenoid) — кістка передньої частини черепної коробки, яка лежить в основі переднього мозку. Парна кістка, ліва і права половини якої закривають канал для другого черепно-мозкового нерва (зорового нерва). У динозаврів вона лише зрідка костеніє[56][13].

- основна клиноподібна кістка[29][54] (англ. basisphenoid) — кістка черепа, що утворює передню частину дна черепної коробки. Невидима ззовні в зчленованому черепі, вона зрощена з основною потиличною кісткою ззаду і з парасфеноїдом спереду. Пара характерних відростків, основних крилоподібних відростків (лат. processi basipterygoidei), виходять з її нижньої сторони та зчленуються з крилоподібною кісткою піднебіння (лат. pterygoideum)[13].

- основна потилична кістка[29][54] (англ. basioccipital) — непарна кістка черепа, одна з чотирьох кісток, що утворюють потиличну частину черепної коробки. Її видно ззаду на зчленованому черепі. Вона формує більшу частину потиличного виростка (лат. condylus occipitalis), округлого відростка, що з'єднує череп з атлантом, першим хребцем шиї. Зверху зростається з бічними потиличними кістками (англ. exoccipitals) по обидва боки великого отвору черепа[13].

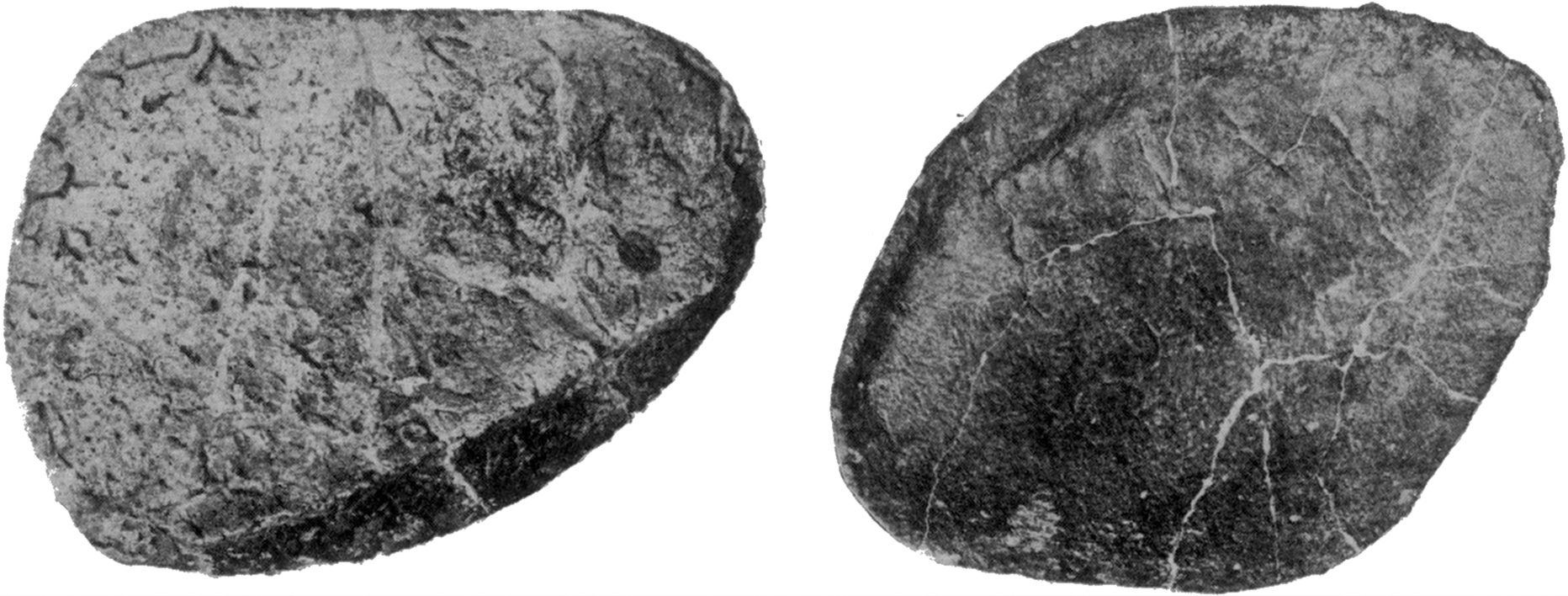
Остеодерми анкілозавра

- остеодерми (англ. osteoderms) — кістки, що формуються в дермі шкіри. У деяких видів можуть утворювати пластинчасті або шипоподібні структури, особливо у панцирних анкілозаврів. Маленькі та нерегулярні остеодерми діаметром менше ніж 1 см (або 5—15 мм) відомі як ossicles[75][76].

- осьовий хребець (лат. axis) — другий хребець хребта, за атласом. Він більший за останній, його тіло хребця злите з невральною дугою (англ. neural arch), хребцевий відросток (англ. neural spine) добре розвинений. Невеликий інтерцентр (лат. intercentrum), розташований перед тілом хребця (лат. centrum), є окремим у тероподів, але зливався з тілом атласу в птахотазових динозаврів[8].

- отвір (англ. foramen) у кістці для проходження кровоносних судин, нервів, м'язів тощо[14]. Живильні отвори — це отвори, що дозволяють кровоносним судинам проникати всередину кістки, щоб забезпечити надходження поживних речовин до кістки[12]:224.

## П

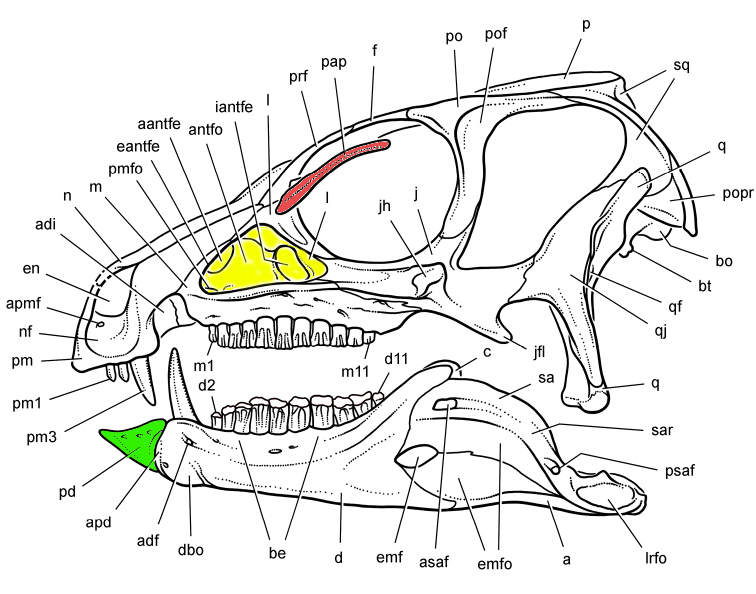
Діаграма черепа гетеродонтозавра; зеленим позначено передзубну кістку

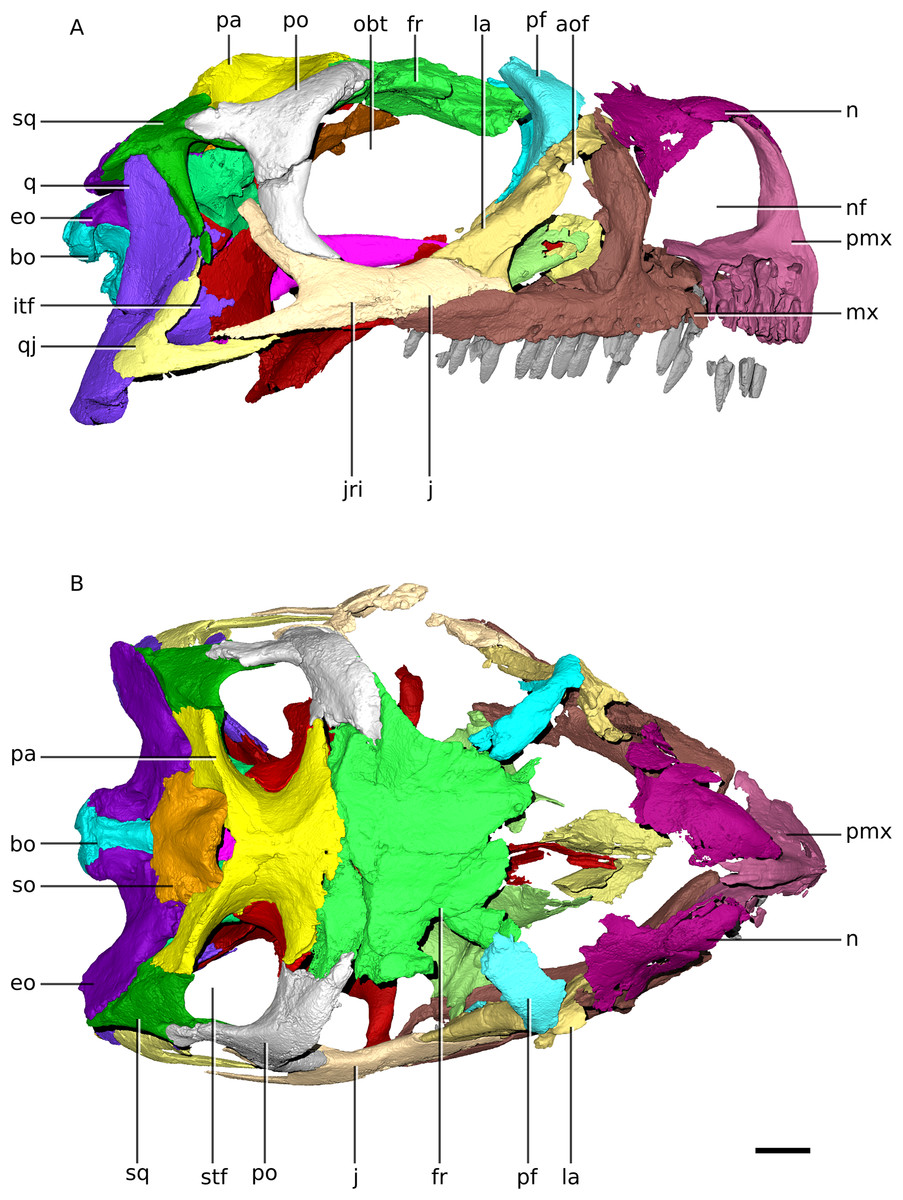
Череп Ngwevu intloko вид збоку (А) та зверху (В);
STF — заскронева фенестра (subtemporal fenestra), ITF — підскронева фенестра (infratemporal fenestra)

- пальці рук та ніг, складають дистальну частину автоподію, розташовану за п'ястковою кісткою руки та плесновою кісткою стопи. Вони позначаються римськими цифрами від I до V, де I означає найбільш внутрішній, а V — найбільш зовнішній палець. Окремі пальці мають одну або кілька фаланг (кістки пальців рук і ніг)[15].

- парапофізи або поперечні відростки[55]:73 (англ. parapophysis) — відростки на тілах шийних і спинних хребців, які з'єднуються з вентральними головками ребер (англ. capitulum). Вони, як правило, розташовані близько до переднього краю бічної поверхні тіла і добре відокремлені від діапофізів (англ. diapophyses) на поперечних відростках невральних дуг, які приймають другу реберну голівку — бугорок (англ. tuberculum). Проте положення парапофіза поступово зміщується на поперечний відросток вздовж хребта від шийних до задніх спинних хребців, де він може утворювати єдину структуру з діапофізом, що приймає одноглаве ребро[16][8].

- парасфеноїд (англ. parasphenoid) — єдина шкірна кістка черепної коробки. Складає нижню частину черепної коробки та розташовується перед основною клиноподібною кісткою і тягнеться вперед під очницями у вигляді витягнутого відростка. Цей відросток підтримував мембрану, яка тягнулася дорсально до склепіння черепа, розділяючи праве і ліве око. Ця мембрана може закостеніти, тоді її називають міжочною перегородкою (англ. interorbital septum)[12]:39.

- передзубна кістка (англ. predentary) — непарна кістка, розташована перед зубною кісткою нижньої щелепи, яка формує нижню половину дзьоба у птахотазових[15]. Її наявність вважається синапоморфією птахотазових динозаврів[77].

- передзчленівна кістка (англ. prearticular) — кістка заднього відділу нижньої щелепи. Розміщена на внутрішній стороні останньої, вона лежить перед зчленівною і над кутовою кістками. Утворює внутрішній край меккелевого отвору. У ссавців суглоб змістився в череп, утворивши молоточок середнього вуха[45].

- передлобна кістка (англ. prefrontal) — менша кістка на бічному краю склепіння черепа між лобовою, слізною та носовою кістками[12]:38[54].

- парна передньовушна кістка (англ. prootic) утворює частини бічної поверхні черепної коробки. Разом з задньовушною кісткою, що розташовується позаду, утворює слухову капсулу (англ. otic capsule)[9]. Передньовушна кістка містить отвори для трійчастого та лицьового нервів, а зсередини пронизана пазухами. Її зовнішня поверхня забезпечувала шорстку поверхню для прикріплення м'язів, що відкривали щелепу[12]:39.

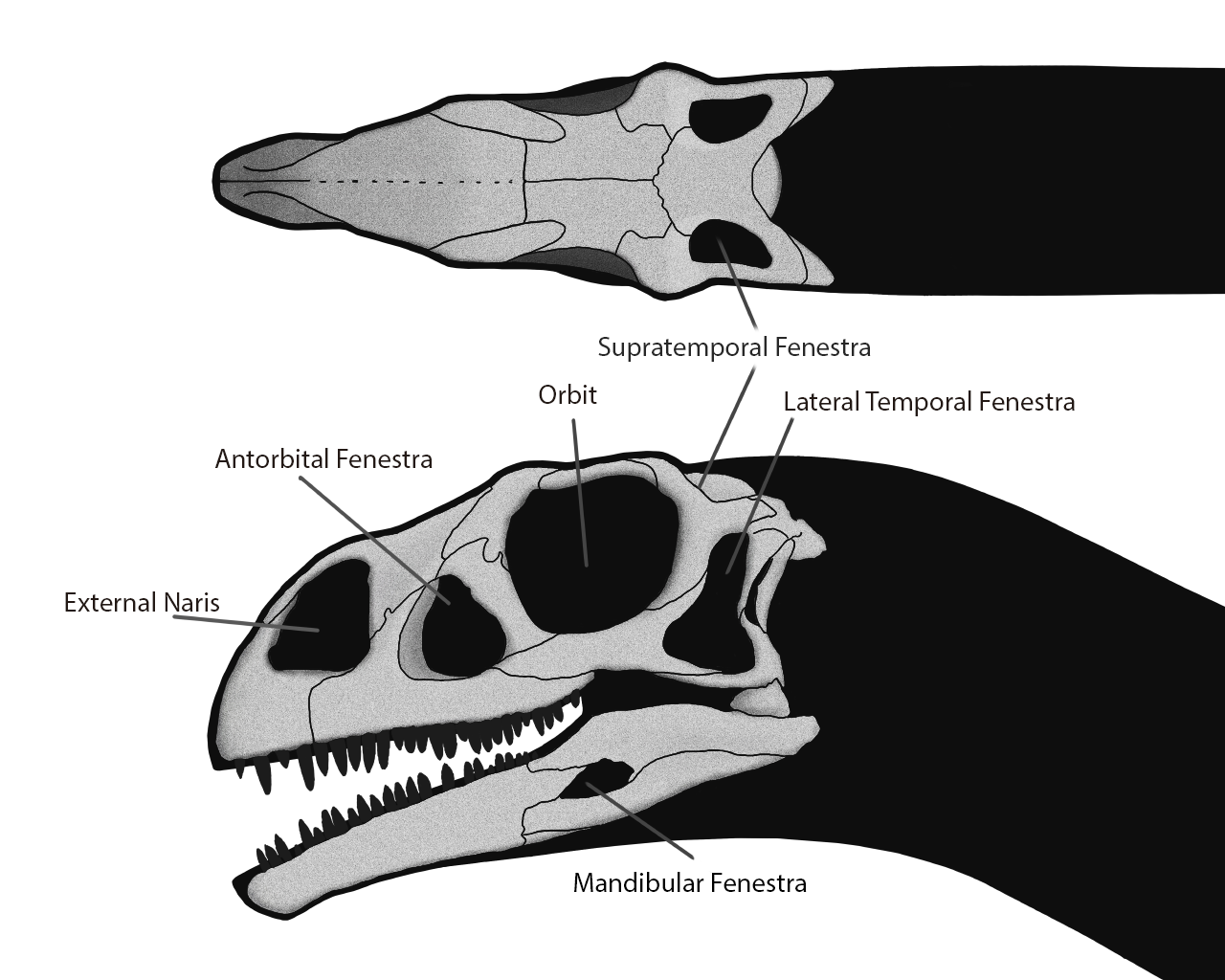
Черепна діаграма базальногозавроподоморфа массоспонділа, що демонструє основні черепні отвори (вікна, ями), разом з зовнішньою ніздрею, передочним отвором, очницею, підскроневим отвором (тут: латеральний скроневий отвір), надскроневим отвором та нижньо-щелепним отвором

- передочний отвір або передочне вікно (лат. antorbital fenestra) — один з п'яти основних отворів черепа динозаврів, розташований між очницею і ніздрею. Присутній у більшості ранніх архозавроподібних (включаючи архозаврів). Примітивно присутній у динозаврів — він, як правило, великий у ящеротазових, але зменшений або повністю закритий в птахотазових. Передочне вікно лежить у більшому заглибленні — передочній ямці (лат. antorbital fossa). Інколи передочна ямка може містити додаткові менші отвори — верхньощелепний (лат. maxillary fenestra) і передщелепний отвори (лат. promaxillary fenestra)[15].

- передщелепна кістка (англ. premaxilla) — передня кістка верхньої щелепи, що формує кінчик морди. Вона вміщує передню частину верхнього зубного ряду, яка нерозривно пов'язана з верхньою щелепою, розташованою позаду[12]:36.

- пігостиль (англ. pygostyle) — кісткова структура, що складається зі зрощених задніх хвостових хребців. Він зустрічається у пігостильних птахів, де виконує функцію кріплення довгого хвостового пір'я[14].

- піднебінна кістка (англ. palatine) — парна, дермальна кістка піднебіння. Вона контактує з лемішем і крилоподібною кісткою медіально, з верхньою щелепою і вилицею латерально, і формує задній край хоан, а також передній край підочноямкових вікон (англ. suborbital fenestrae)[12]:39–40.

- піднебіння (англ. palate) — частина черепа між лівою і правою верхніми щелепами, яка утворює склепіння ротової порожнини. Він складається з однієї непарної кістки, леміша, і п'яти парних кісток (піднебінної, птеригоїда, ектоптеригоїда, епіптеригоїда та квадратної кістки). Піднебіння має три пари отворів, а саме: хоани або внутрішні носові отвори, підочноямкові вікна між піднебінням і ектоптеригоїдами та заскроневе вікно (англ. subtemporal fenestra) позаду зовнішніх крилоподібних кісток, які з'єднуються з підскроневим отвором (англ. infratemporal fenestra)[12]:39–40.

Верхня щелепа Baryonyx (жовтий), Coelophysis (зелений) і Dilophosaurus (блакитний), що демонструють підніздреву щілину

- підніздрева щілина (англ. subnarial gap) — проміжок між передщелепною і верхньощелеповою кістками у целофізових, дилофозаврових та спінозаврових тероподів. Цей проміжок призводить до діастеми — щілини в зубному ряді. Простір між підніздревою щілиною морди та загнутим догори кінчиком нижньої щелепи називається підростральною вирізкою (англ. subrostral notch)[78][79][80][81]. У дилофозаврів ця щілина містила заглиблення позаду зубного ряду передщелепної кістки, так звану підніздреву яму[78].

- підніздревий отвір (англ. subnarial foramen) — невеликий отвір між перещелепною та верхньощелепною кістками у ящеротазових та деяких базальних птахотазових динозаврів[12]:23.

- підскроневий отвір або латеральний скроневий отвір (англ. infratemporal fenestra, lateral temporal fenestra) — великий отвір збоку черепа за очницею[15]. Згори спереду межує з заочною кісткою, зверху сзаду — з лускатою, знизу сзаду — з квадратно-виличною, а у нижньому передньому куті — з вилицею[12]:37.

- під'язикова кістка або гіоїд (англ. hyoid) — парна кістка горлової ділянки, розташована нижче і позаду черепа, яка підтримує язик. Її рідко знаходять у скам'янілостях у динозаврів, оскільки вона не зчленована з рештою скелета і тому легко втрачається[2].

- пінеальний отвір, лобно-тім'яний отвір, тім'яний отвір, постфронтальний отвір або міжфронтальний отвір (англ. pineal foramen) — непарний отвір на серединній лінії склепіння черепа, наявний у деяких динозаврів, але часто зарощений у дорослих особин. Його положення різниться: він може розташовуватися між лобовими, тім'яними частками або на стику між лобовими та тім'яними частками. Цей отвір відкривав тім'яне око (англ. hyoid), а отже, слугував для фоторецепції[38][82][83].

- хребетні пластинки (англ. laminae, одн. lamina) або кісткові перегородки (англ. osseous septa, одн. osseus septum) — гребені на хребцях, що розділяють пневматичні камери. Вони формуються і закінчуються на різних відростках та ділянках хребців, і отримують свої назви залежно від точок свого початку та закінчення. Пластинки поділяються на чотири умовні категорії — діапофізні пластинки (англ. diapophyseal laminae), парапофізні пластинки (англ. parapophyseal laminae), суглобові пластинки (англ. zygapophyseal laminae) та пластинки хребцевих відростків (англ. spinal laminae). Вони також можуть поділятися на субпластинки, якщо вони розщеплюються вздовж своєї довжини, або на складні пластинки (англ. composite laminae), коли гребінь утворюють декілька пластинок. Приклади пластинок[84]:
  - Spinoprezygapophyseal lamina (SPRL) — тягнеться від хребцевого відростка (spino-) до презигапофіза (-prezygapophyseal).
  - Prespinal lamina (PRSL) — простягається вздовж передньої поверхні (pre-) хребцевого відростка (-spinal).
  - Posterior centrodiapophyseal lamina (PCDL) — тягнеться від заднього кінця (posterior) тіла хребця (centro-) до діапофіза (-diapophyseal).
  - Intrapostzygapophyseal lamina (TPOL) — простягається між (intra-) постзигапофізами (-postzygapophyseal).
  - Prezygoparapophyseal lamina (PRPL) — простягається від презигапофіза (prezygo-) до парапофіза (-parapophyseal).

- пластинчаста кістка (англ. splenial) — дермальна кістка нижньої щелепи, розташована позаду і медіально (досередини) від зубного ряду. Пластинчаста кістка вкриває більшу частину внутрішньої сторони зубного ряду і часто є найдовшою кісткою нижньої щелепи в медіальній проєкції[12]:40.

- плевроцелі (англ. pleurocoel) — отвори на бічних поверхнях хребця, які ведуть у внутрішні камери у тілі та/або невральній дузі хребця, характерні для динозаврів. Плевроцель може являти собою одну порожнину або комплекс менших, з'єднаних між собою порожнин[15].

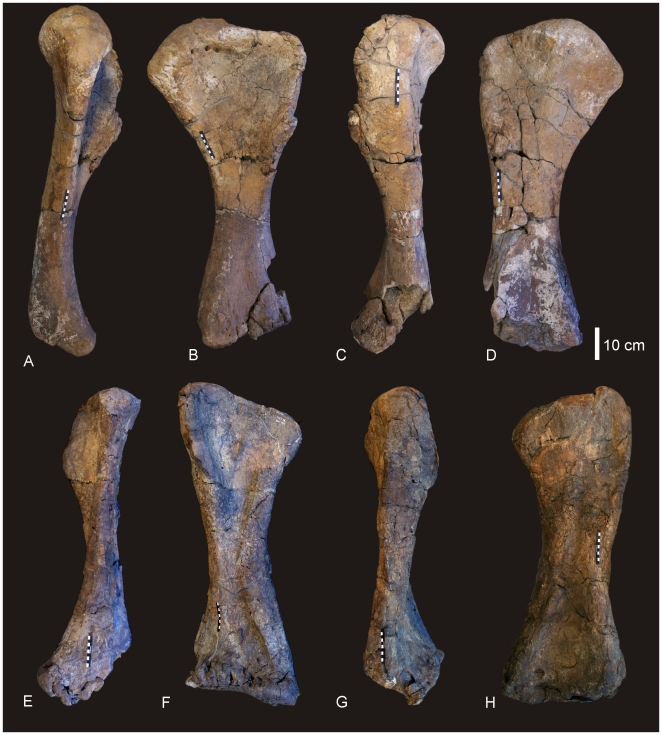
Плечові кістки діамантіназавра, під різними кутами

- плечова кістка (англ. humerus) — єдина кістка плеча і, як правило, найбільша кістка передньої кінцівки[12]:49[15].

- плечовий пояс або грудний пояс (англ. pectoral girdle, shoulder girdle) — група кісток додаткового скелета, що сполучається з передніми кінцівками. У вузькому розумінні грудний пояс включає лопатку, ключицю і коракоїд, тоді як грудинину у різних випадках відносять або до грудного поясу, або, разом з ребрами, до осьового скелета. На відміну від тазового поясу, який міцно закріплений на хребті, грудний пояс не має такого кісткового з'єднання і підтримується м'язами[26].

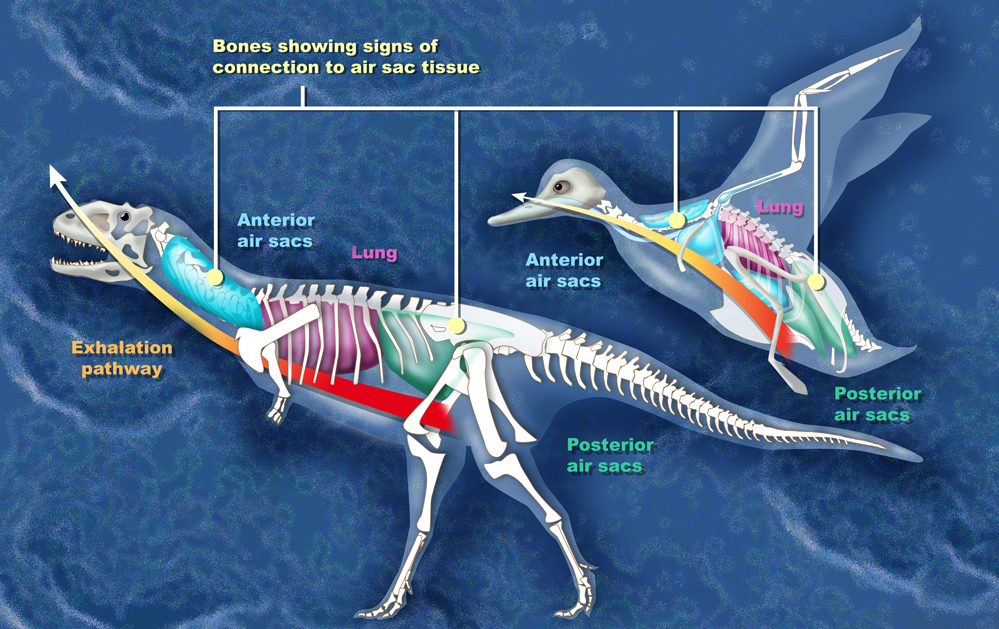
Порівняння повітряних мішків майюнгозавра та птаха

- у сучасних птахів легеневі повітряні мішки або повітроносні мішки (англ. air sacs) — це тонкостінні, напівпрозорі мішечки, наповнені повітрям, з'єднані з легенями. Разом з легенями повітряні мішки утворюють високоефективну дихальну систему, яка у птахів здатна видобувати до 160 % більше кисню, ніж це можливо у ссавців. Хоча в повітряних мішках відбувається лише обмежений газообмін, вони забезпечують вентиляцію легень. Повітряні мішки, розташовані як ззаду, так і спереду, забезпечують постійний потік повітря через легені.

Менші й сліпі мішечки, наповнені повітрям, що відходять від повітряних мішків і легень, відомі як пневматичні дивертикули (англ. pneumatic diverticula). Вони можуть бути численними й присутніми в більшій частині тіла. Деякі пневматичні дивертикули розсмоктуються і проникають у кістки в міру росту тварини, створюючи заглиблення та порожнини в кістках — процес, відомий як посткраніальна скелетна пневматизація. Хоча повітряні мішки не фосилізуються, на їхню наявність, принаймні у завроподів, вказують характерні сліди пневматизації в кістках.
- подушечка — м'ясиста набряклість на нижній стороні кисті або стопи, яку можна бачити у відбитках слідів. Залежно від того, яку частину руки або ноги вони підтримують, їх називають подушечками долоні, підошвами стопи або подушечками пальців.

- поза смерті (англ. death pose) або опістотонічна поза (англ. opisthotonic posture) — поширена поза, що спостерігається в скам'янілостях динозаврів та птахів, з закинутою назад головою і широко відкритим ротом[86]. Існують різні можливі причини, серед яких опістотонус (передсмертні муки)[86] та розрив еластичної зв'язки ligamentum elasticum під час розкладання тіла[67].

- поперечні відростки (англ. transverse processes) — крилоподібні відростки, що виступають в сторони від невральних дуг шийних, спинних, крижових і передніх хвостових хребців. Їхня типово горизонтальна орієнтація створює характерну Т-подібну форму хребців у проєкції спереду або ззаду. Поперечний відросток зчленовується своїм кінчиком з бугорком свого відповідного ребра. Розширена область зчленування з ребром називається діапофізом (англ. diapophysis)[12]:42. Проте деякі автори називають весь поперечний відросток діапофізом, використовуючи обидва терміни як синоніми[8][16].

- посткраніальний скелет[54] (англ. postcranium множ. postcrania) — частина скелета, розташована за черепом. Він поділяється на осьовий скелет (англ. axial skeleton), який охоплює сукупність хребців і ребер, і додатковий скелет (англ. appendicular skeleton), що складається з поясів (плечового і тазового) та кінцівок[15]. Крім того, окремі екземпляри, знайдені без черепа, часто називають посткраніями.

- потилиця (англ. occiput) — ділянка на задній стороні черепа[14]. Вона складається з чотирьох кісток, що оточують великий потиличний отвір (лат. foramen magnum) — отвір до спинного мозку: верхня потилична кістка (англ. supraoccipital), бічні потиличні кістки (англ. exoccipitals) та основна потилична (англ. basioccipital) знизу[29]. Безпосередньо під великим потиличним отвором розташований непарний потиличний виріст (англ. occipital condyles), який з'єднується з атлантом, першим хребцем шиї. Потиличний виріст утворений основною потиличною кісткою, й меншою мірою — парними боковими кістками з верхнього краю[13][12]:38.

- потилична зв'язка (англ. nuchal ligament, від nuchal, «потилиця, задня частина шиї») — еластична зв'язка, яка тягнеться від задньої частини черепа до задньої частини шиї над хребетним стовпом[20]:354.

- поперечний потиличний гребінь (англ. transverse nuchal crest) — гребінь на задній частині черепа, що зустрічається у багатьох тероподів. Орієнтований поперечно (перпендикулярно до середньої лінії черепа), він утворює межу між склепінням черепа та потиличною долею. Він утворений, в основному, заднім краєм тім'ячка за участю лускатих кісток. Гребінь кріпить м'язи шиї, а його задня поверхня може містити ямки за які кріпиться потилична зв'язка. Поперечний потиличний гребінь не слід плутати з сагітальним потиличним гребенем (англ. sagittal nuchal crest), серединним гребенем на верхній потиличній кістці[23]:82[87][88].

- проатлас (англ. proatlas) — невелика парна кістка, між невральною дугою атланта (першого хребця) та основою черепа. Елементи кожної пари мають трикутну форму, широкий кінець якої зчленовується з невральною дугою атланта, а гострий — з бічною потиличною кісткою черепа. Зважаючи на невеликий розмір, проатлас легко втрачається в процесі скам'яніння, збирання або реставрації, тому його рідко знаходять[8].

- у рептилій і динозаврів провідний або меккелев отвір (англ. Meckelian orifice, adductor fossa) — великий отвір у нижній щелепі, розташований між зубоносною ділянкою і щелепним зчленуванням. Вона відкривається дорсально. Латерально обмежена надкутовою кісткою, а медіально — передсуглобовою. Оскільки остання зазвичай значно нижча за першу, отвір видно в медіальній проєкції. Дно отвору утворене кутовою кісткою і вміщує задню частину меккелевого хряща. Нижньощелепний отвір та його навколишні краї слугують точкою прикріплення основних привідних м'язів, що закривають щелепу; він також дає змогу головному нерву, артерії та вені щелепи проникати всередину нижньої щелепи[45].

- променева кістка (англ. radius) — менша і передня з двох кісток передпліччя[15]:145.

- п'ястно-зап'ястна кістка або пряжка[29][54] (лат. carpometacarpus) — кістковий елемент кисті птахів, що складається зі зрощених п'ясткових (англ. metacarpals) та зап'ясткових кісток (англ. carpals). Ця структура зустрічається у сучасних птахів, але також була присутня у деяких близьких до птахів тероподів. У альваресзаврових еволюціонувала конвергентно[14].

- п'ята (англ. heel) — тильний кінчик стопи. Цей термін також означає задню частину відбитка сліду і в такому випадку він не обов'язково співвідноситься з анатомічною п'ятою, яка у багатьох динозаврів не торкається землі[3].

- п'яткова кістка (лат. calcaneum) — велика кістка передплесна (в задній частині стопи) і разом з таранною кісткою (лат. talus, astragalus) утворює верхній рівень передплеснових кісток. П'яткова кістка розташована латерально від таранної і дистально від малогомілкової кістки[72].

## Р
- рамфотека[55]:186 (англ. rhamphotheca) або дзьоб — роговий (кератиновий) покрив на кінчиках щелеп, який зазвичай зустрічається в птахотазових, орнітомімозаврів та птахів[14][52]. Оскільки кератин рідко скам'яніває, дзьоби зберігаються лише у вигляді відбитків. Про наявність дзьоба часто свідчить шорстка текстура поверхні кінчиків щелеп, що сильно васкуляризовані (містять численні кровоносні судини)[1].

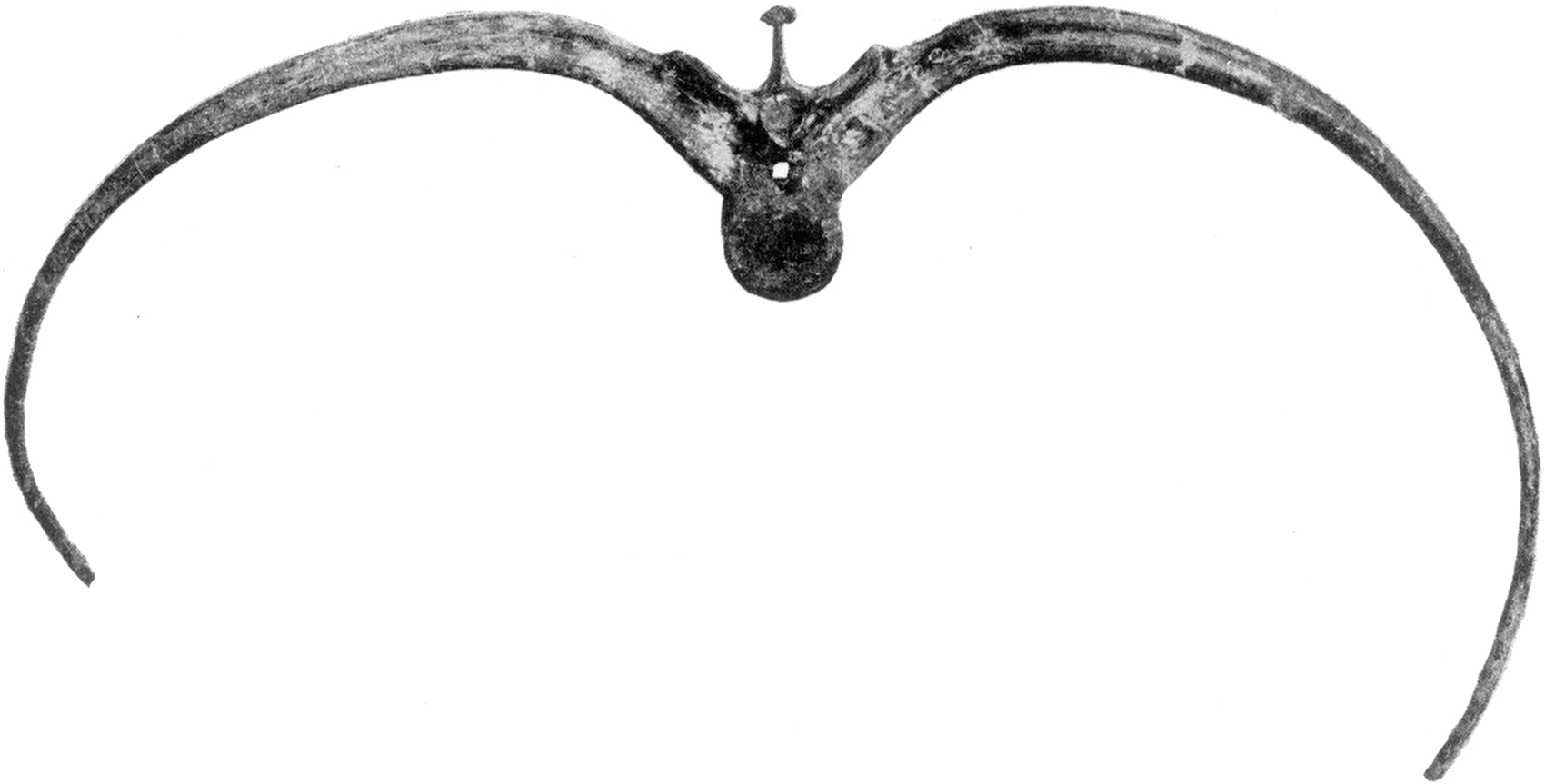
Ребра та спинний хребець анкілозавра

- спинні ребра (англ. dorsal ribs або інколи лат. costae, одн. costa[15]) кріпляться з обох боків спинних хребців і забезпечують захист органів тулуба. Ребра двоголові[89]: дорсальна голівка, бугорок (лат. tuberculum), сполучається з поперечними відростками невральної дуги, тоді як вентральна головка (лат. capitulum), з'єднується з тілом хребця. Ребра також присутні у шиї (шийні ребра, англ. cervical ribs) і крижах (крижові ребра, англ. sacral ribs)[15].

- роги — вирости кісток черепа, вкриті ороговілою оболонкою. Їхня кісткова основа називається серцевиною рогу. Оскільки кератинова оболонка, як правило, не зберігається у скам'янілостях, її наявність у деяких динозаврів встановлюється шляхом порівняння з сучасними бикоподібними. Інші черепні вирости або шорсткості могли бути вкриті шкірною тканиною, як це припускають, наприклад, для носового наросту пахирінозавра та склепіння голови пахіцефалозавра[90].

- ростральна кістка (англ. rostral) — унікальна кістка, притаманна цератопсам. Непарна кістка, що закриває передню частину передщелепнної кістки на кінчику морди[12]:36. Вживаючись як прикметник, термін «ростральний» означає «той, що відноситься до морди/рострума»[20]. Ростральні та інші додаткові окостеніння на черепах цератопсів, у сукупності називаються епіосіфікації (англ. epiossifications)[91].

- рострум, морда чи писок (англ. rostrum) — лицьовий відділ черепа[20].

## С

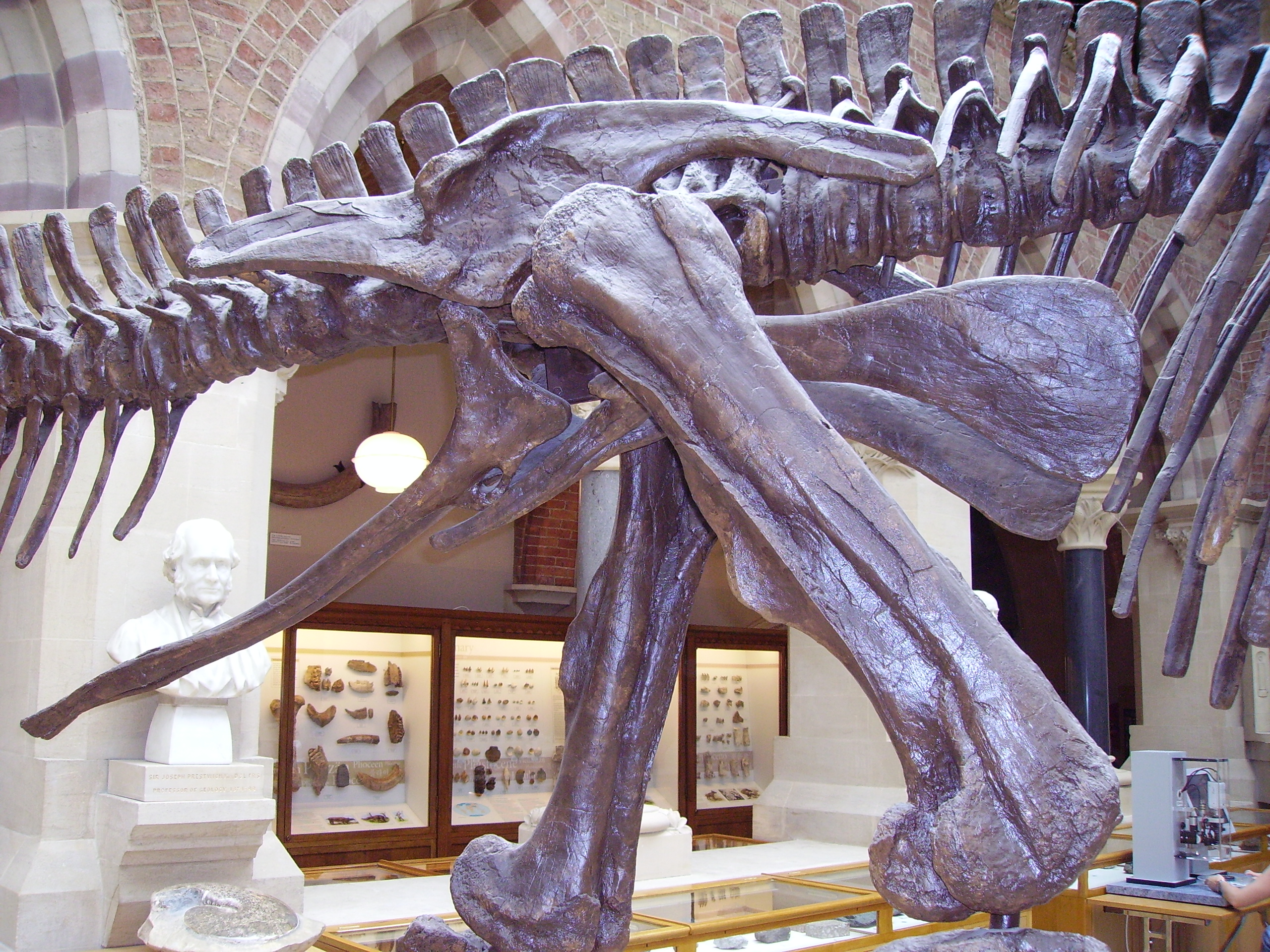
Змонтована копія опістопубічного тазу Edmontosaurus, що демонструє сідничні та лобкові фартухи

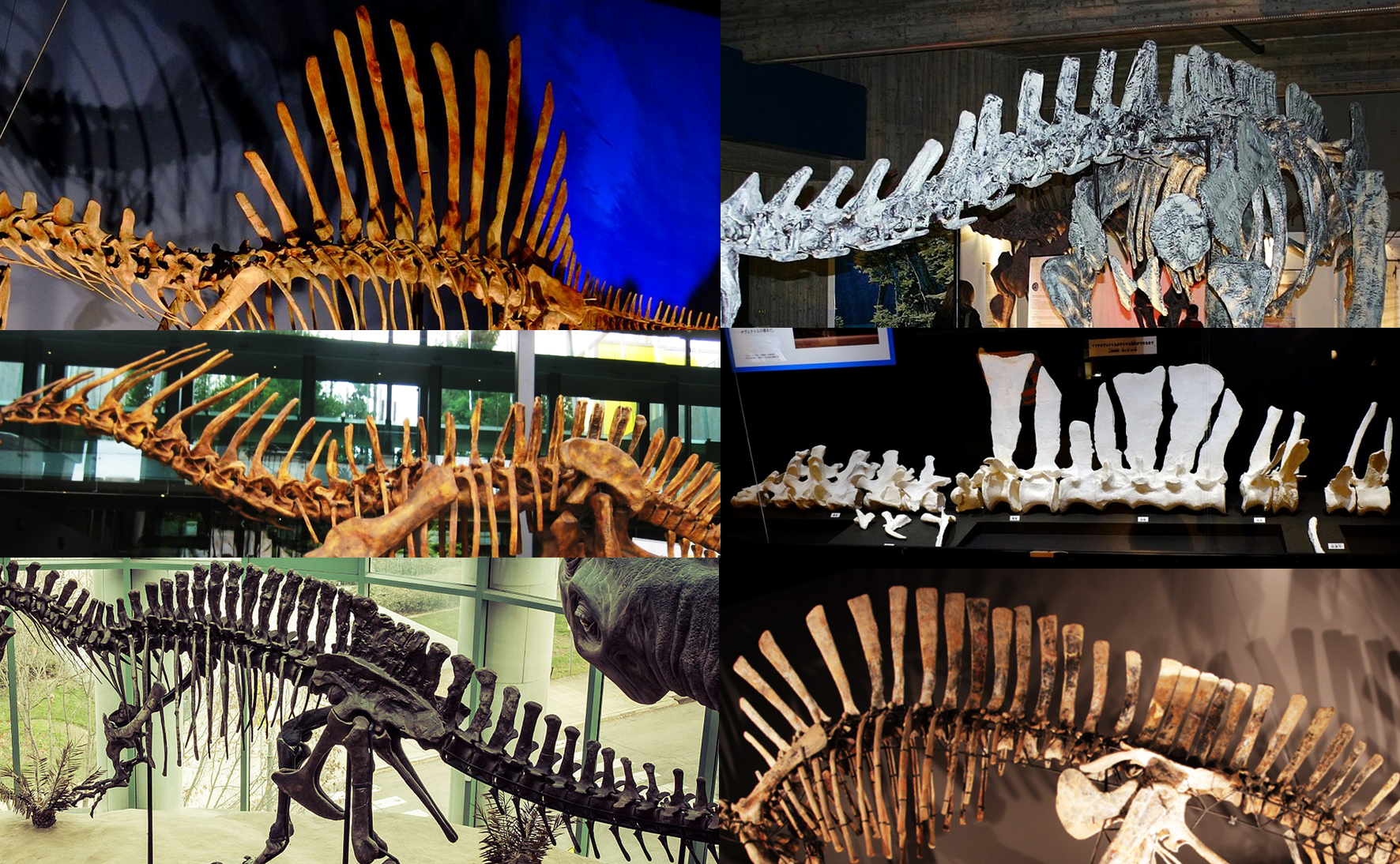
Варіації спинних вітрил у різних клад динозаврів, справа згори за часовою стрілкою: спінозавр, лімайзавр, іхтіовенатор, уранозавр, акрокантозавр та амаргазавр

- сіднична кістка (англ. ischium) — одна з трьох кісток, що формують таз, розташована під клубовою кісткою і позаду лобка. Це стрижнеподібний елемент скелета з розширеною підпорою на проксимальному кінці — затульною пластинкою (англ. obturator plate), що контактує з клубовою та лобковою кістками (відповідна затульна пластина також наявна на лобковій кістці). Як і лобкова кістка, ліва і права сідничні кістки зрощені по всій довжині. Розширений симфіз каудовентрально спрямованого тіла кістки називається сідничним фартухом (англ. ischiadic apron)[63]. Дистальний кінець сідничної кістки часто розширюється в сідничний чобіт (англ. ischial boot). На вентральній поверхні тіла кістки розташовувався поздовжній гребінь — затульний відросток (англ. obturator process). У базальних таксонів обтураторний відросток розташований проксимально, у целурозаврів — на дистальному кінці сідничної кістки[63].

- склепіння — верхня поверхня черепа. У динозаврів воно складається з чотирьох парних кісток: великих носових, лобових та тім'яних кісток та передлобних кісток — маленьких й розташованих між носовою, лобовою та слізною кістками. У задній частині черепа знаходяться надскроневі отвори (англ. supratemporal fenestrae)[12]:38.

- склеротичне кільце або склеральне кільце (англ. sclerotic ring) — кільце маленьких пластинчастих кісточок, розташованих на оці всередині склери та навколо зіниці. Окремі пластинчасті кістки називаються склеральними кісточками (англ. scleral ossicles)[92][93].

- слізна кістка (англ. lacrimal) — кістка черепа, схожа на розпірку, що відокремлює передочний отвір від очниці. Через неї проходив канал слізної протоки (слізний канал, англ. lacrimal duct), який з'єднував очницю з передочним отвором (англ. antorbital fenestra). У деяких видів верхній кінець слізної залози утворює трикутний гребінь або ріг, що підіймається над склепінням черепа[12]:37[9].

- слухова капсула (англ. otic capsule) — потовщена бічна ділянка черепної коробки, що вміщує внутрішнє вухо. Складається з двох окостенінь — передньовушного (англ. prootic) спереду та задньовушного (англ. opisthotic) ззаду. Між обома кістками знаходиться овальний отвір (англ. fenestra ovalis) — великий отвір, що вміщає стремінце.

- спинний гребінь (англ. neural spine sail) — структура, що утворюється внаслідок подовження невральних відростків хребців, як правило, у спинному, крижовому та хвостовому відділах хребта. Спинні гребні різняться за розміром і формою, від дрібних гребенів до високих, виразних елементів[17][94]. У деяких випадках, як, наприклад, у конкавенатора, невральні відростки утворюють «горб»[95] або, як в іхтіовенатора, синусоїдальне (хвилеподібне) вітрило[96]. Найбільш характерні для спінозаврових тероподів[94], проте також зустрічаються у кархародонтозаврів, метріакантозаврів[17][97] та деяких орнітоподів і завроподів[98][99][100].

- спинні хребці або дорсальні хребці (англ. dorsal vertebrae або англ. dorsals) — хребці спинного відділу між хребцями шиї та крижами стегна. У Nomina Anatomica Avium (NAA) замість цього використовується термін грудні хребці (англ. thoracic vertebrae)[101]. У ссавців термін грудні хребці відноситься тільки до реберних хребців грудної клітки, в той час як хребці нижньої частини спини, які не мають ребер, називаються поперековими хребцями. Такий поділ спинного хребетного стовпа не поширюється на динозаврів, і термін NAA «грудні хребці» відноситься до спинного хребетного стовпа в цілому[15].

Більшість динозаврів мали близько 15 спинних хребців. У порівнянні з шийними, спинні хребці коротші, їхні невральні відростки довші, а поперечні відростки більш міцні та повернуті назовні:45.

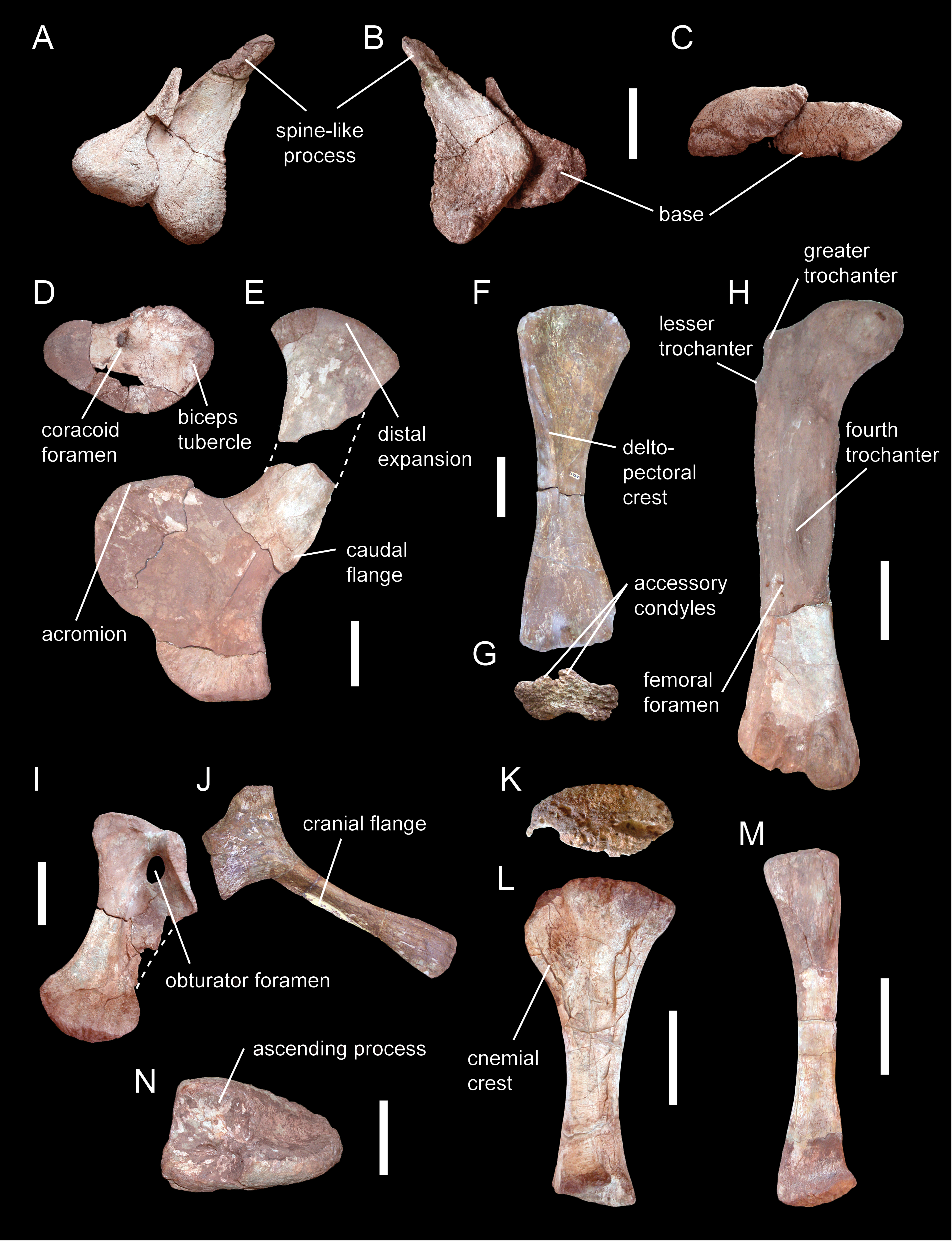
Додатковий скелет базального завропода Spinophorosaurus. A–C — остеодерма хвостової булави. D — лівий коракоїд, що демонструє коракоїдний отвір. E — ліва лопатка, що демонструє акроміон. F–G — праве плече з дельтопекторальним гребенем. H — ліве стегно з більшим, меншим та четвертим вертлюгом. I — ліва лобкова кістка із затульним отвором. J — ліва сіднична кістка. K–L — ліва великогомілкова кістка з кнеміальним гребенем. M — ліва мала гомілкова кістка

- стегнова кістка — проксимальний елемент задньої кінцівки. Голівка стегнової кістки спрямована медіально й утворює кут у 90 °, зчленовуючись із кульшовою западиною й утворюючи тазостегновий суглоб[12]:15. Верхня частина стегнової кістки має низку вертилюгів — відростків для прикріплення м'язів (англ. trochanters):
  - менший вертлюг (або передній вертилюг), розташований на передній поверхні безпосередньо під голівкою. Таке розташування є унікальною особливістю для динозаврів і найближчих до них груп. До малого вертлюга кріпиться лобково-сіднично-стегновий м'яз, який тягне задню кінцівку вперед і всередину, і тому має вирішальне значення для пересування. Багато ранніх динозаврів додатково мали кістковий гребінь або м'язовий рубець, відомий як вертилюжна підпора (англ. trochanteric shelf), що тягнувся від основи переднього вертлюга до задньолатерального краю стегнової кістки. Малий вертлюг динозаврів не є гомологічним малому вертлюгу ссавців[12]:19[2].
  - більший вертлюг (або дорсолатеральний вертилюг) — гребінь або опуклість на бічній поверхні, яка спрямована протилежно і продовжує головку стегнової кістки[102]. Він забезпечував фіксацію як лобково-стегнового, так і сіднично-вертилюгового м'язів[2].
  - четвертий вертлюг — великий фланець на задній поверхні стегнової кістки, спрямований назад. У динозаврів четвертий вертлюг був чітко асиметричний, з проксимальною частиною більш розширеною, ніж дистальна — це їхня синапоморфія. Четвертий вертлюг забезпечував прикріплення довгого хвостово-стегнового м'яза[103], найважливішого рухового м'яза, який при скороченні тягне стегнову кістку назад, забезпечуючи рухову активність[12]:16[2]:181–182.

- стопа чи нога (англ. pes) — складається з передплесна, плесна та педальних фаланг[15][55]. Перший палець стопи — великий палець, який у більшості двоногих динозаврів був коротким і не контактував з землею, а у птахів — збільшений і обернений (спрямований назад, а не вперед)[1][104].

- суглобові відростки (англ. zygapophyses або articular process) — відростки хребетної дуги, що з'єднують сусідні хребці. Кожен хребець має дві пари зигапофізів, які зчленовуються з зигапофізами наступного та попереднього хребців. Спереду розташовані презигапофізи чи краніальні зигапофізи (prezygapophyses, cranial zygapophyses), витягнуті вперед і направлені суглобовою поверхнею догори. На задній частині хребця знаходяться постзигапофізи чи каудальні зигапофізи (postzygapophyses, caudal zygapophyses), які відходять назад суглобовою поверхнею донизу[15].

## Т

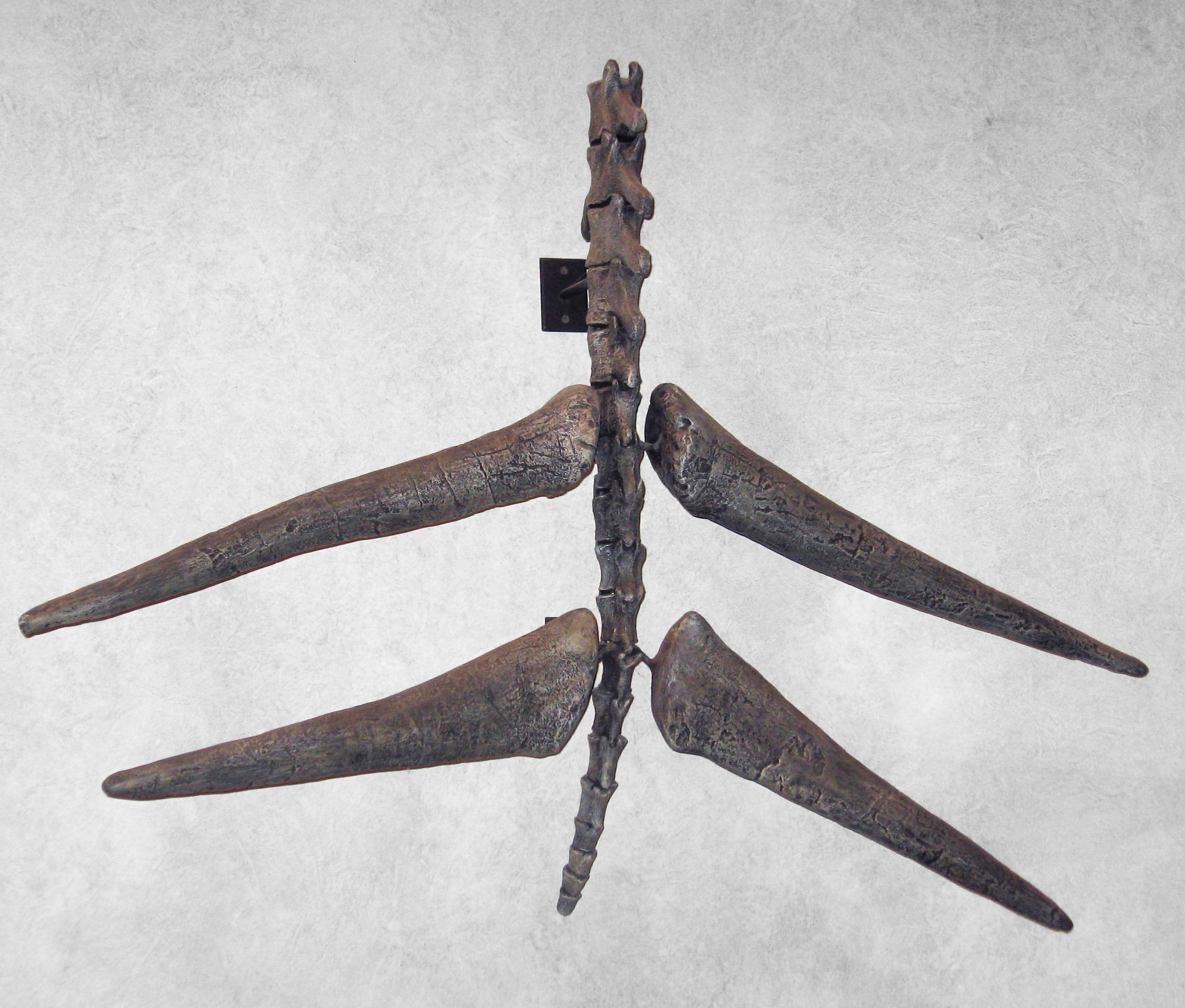
Тагомайзер стегозавра

- тагомайзер (англ. thagomizer) — від чотирьох до десяти хвостових шипів у стегозаврів. Термін був введений у 1982 році карикатуристом Гері Ларсоном[14].

- таз — збірний термін для позначення кісток стегна, які з'єднують хребетний стовп із задніми кінцівками. Таз включає клубову кістку, лобок і сідничну кістку. Його внутрішня поверхня має міцне з'єднання з крижовими ребрами крижових хребців, які можуть зростатися в крижову кістку[26].

Класифікація морфологій тіл хребців динозаврів на основі їхніх суглобових зчленувань

- тіло хребця (лат. centrum, множ. centra; також англ. vertebral body або corpus[103]) — елемент у формі котушки або циліндра, який разом з невральною дугою (англ. neural arch) утворює хребець[15]. У молодих особин тіло і дуги хребця є окремими елементами, і їхня зрощеність є важливим критерієм для визначення віку тварини. Передня і задня поверхні тіла утворюють зчленування з центрами попереднього і наступного хребців. Тіла хребців можна класифікувати на основі морфології їхніх суглобових поверхонь:
  - процельні (лат. procoelous) — увігнуті спереду та випуклі ззаду.
  - опістоцельні (лат. opisthocoelous) — опуклі спереду та ввігнуті ззаду.
  - платицельні (лат. platycoelous) — злегка ввігнуті з обох сторін.
  - амфіцельні (лат. amphicoelous), двояковвігнуті або двобічновигнуті — сильно увігнуті спереду і ззаду.
  - амфіплатичні (лат. amphiplaty) або ацельні (лат. acoelous) — плоскі з обох кінців, характерні для переважної більшості ссавців[105].
  - гетероцельні (лат. heterocoelous) або сідлоподібні — мають S-подібну форму з обох кінців[54].

Амфіцельність є первісним станом чотириногих. У риб кінці тіл глибоко увігнуті та з'єднані невеликим отвором — проходом для нотохорди. У рептилій цей тип тіл зустрічається в ембріонів і у дорослих форм деяких видів; у більшості видів, включаючи динозаврів, центри більш окостенілі, а нотохордальний отвір закритий, що забезпечує стійкість до сил стиснення. Гетероцельні хребці забезпечують гнучкість, запобігаючи обертанню. Процельні та опістоцельні тіла хребців утворюють увігнуто-опуклі суглоби, в яких опуклий кінець, виросток (англ. condyle), входить в увігнутий кінець — западину (англ. cotyle). Така конфігурація забезпечує більшу стабільність без обмеження мобільності. У довгих шиях і хвостах ця стабілізація найкраще працює, коли опукла частина спрямована від тіла. Тому у завроподів хребці перед крижем, як правило, були опістоцельними, а хребці хвоста — процельними. Оскільки хребетний стовп може містити хребці різної морфології, утворюються перехідні хребці з двома кінцями різної форми.
- парна тім'яна кістка (англ. parietal) — задня кістка склепіння черепа. Це дермальна кістка, вона розташована позаду лобових кісток і покриває черепну коробку головного мозку[12]:38[15]:141[13].

- тім'яні отвори (англ. parietal fenestrae) — пара віконцеподібних отворів, які часто зустрічалися в оборках шиї цератопсів. У хасмозавра і пентацератопса були особливо великими[109].

- тім'ячка або роднички (англ. fontanelles, лат. fonticulus) — проміжки між кістками, як правило, кістками черепа, які спочатку присутні в ембріонів, але часто зростаються, поки тварина росте[110]. Цератопси мають отвори між лобовою і тім'яною кістками, так звані лобові тім'ячка, які являли собою отвори надчерепної порожнини, що було унікальною особливістю цієї групи[111].

## Ф
- фаланги (англ. phalanges) — кістки пальців рук і ніг. Дистальна фаланга (англ. ungual) утворювала кісткову основу рогового копита або кігтя[15].

## Х

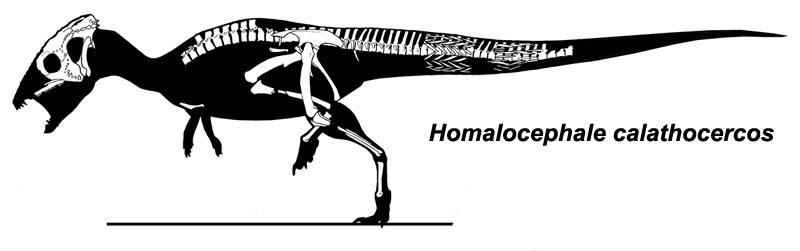
Скелетна реконструкція пахіцефалозавра Homalocephale, що демонструє його хвостовий кошик

- хвостовий кошик (англ. caudal basket або myorhabdoi) — сітчаста кістяна структура у хвостах пахіцефалозаврів, що оточує хребетний стовп (але не з'єднується з ним). Утворюється в міосепті (сполучній тканині, що розділяє блоки м'язової тканини, міомери) і являють собою окостенілі сухожилля. Тому хвостовий кошик утворюється на периферії м'язової тканини під дермою (а не всередині дерми, як у випадку з остеодермою). Вони також відрізняються від окостенілих сухожиль, які укріплювали хвіст в інших птахотазових, хоча, можливо, виконували схожі функції. Хвостові кошики в першу чергу представлені у костистих риб. Пахіцефалозаври — єдині відомі тетраподи, у яких ці структури також закостеніли. Зчленований хвостовий кошик був виявлений у гомалоцефалів[112].

- хвостові хребці (англ. caudals) — хребці, з яких складається хвіст[14]. У предків динозаврів було приблизно 50 хвостових хребців (англ. caudal vertebrae), хоча їхня кількість, розмір і форма значно варіювалися в окремих групах. Кількість хвостових хребців зменшувалася впродовж еволюційної лінії — у сучасних птахів хвостові хребці, що залишилися, зрослися в пігостиль. Хоча у ранніх динозаврів хвіст був гнучким, у деяких кладах він став жорстким завдяки окостенілим сухожиллям (як у багатьох птахотазових) або подовженим презигапофізам (як у деяких тероподів, таких як дромеозавриди). Диплодокові завроподи мали видовжений хвіст, схожий на батіг, тоді як хвости деяких птахотазових були вкриті булавами, шипами та/або пластинами[12]:45.

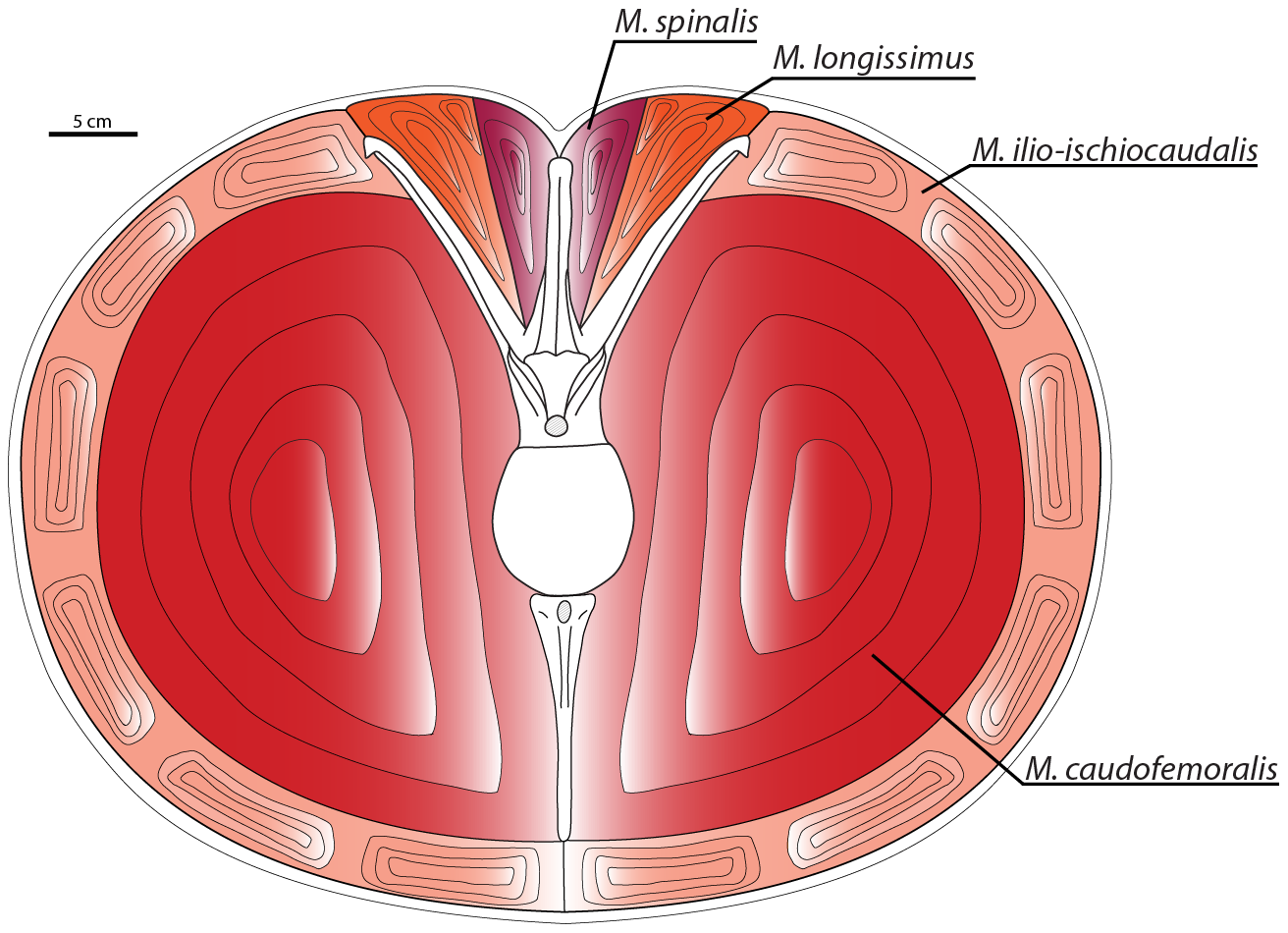
Поперечний розріз хвоста карнотавра, що демонструє хвостову мускулатуру

- хвостово-стегнові м'язи (англ. caudofemoralis muscles) — головні рухові м'язи у всіх довгохвостих динозаврів. Розташовані переважно у хвості, вони тягнуть стегнову кістку задньої кінцівки назад, коли скорочуються (втягування стегнової кістки/розгинання стегна), забезпечуючи таким чином рух. У тиранозаврів хвостово-стегновий м'яз був надзвичайно великий і міг становити 58 % від загальної маси хвоста. У динозаврів прослідковувались дві чітко виражені частини: m. caudofemoralis brevis, що бере свій початок на нижньому краї задньої частини клубової кістки, тоді як m. caudofemoralis longus бере початок на передній частині хвоста, вентрально від поперечних відростків і під поверхневими гіпаксіальними м'язами хвоста. Обидві частини кріпилися до четвертого вертлюга на задній поверхні стегнової кістки. Хвостово-стегнові м'язи редукувалися під час еволюції тероподів, і у сучасних птахів вони здебільшого втрачені. Птахи, на відміну від довгохвостих динозаврів, не покладаються на втягування стегнової кістки для руху вперед, а замість цього відтягують гомілку навколо колінного суглоба[2][113].

- хоани (лат. choanae) або внутрішні носові отвори (англ. internal nares) — пара отворів у піднебінні ротової порожнини, які нерозривно пов'язані із зовнішніми носовими отворами, утворюючи носовий прохід. Лівий і правий отвори розділені по середній лінії черепа лемішем (лат. vomer). У динозаврів хоани зазвичай дуже великі та витягнуті[12]:39[114].

- хребці — кісткові компоненти хребетного стовпа. У динозаврів хребці поділяються на шийні (англ. cervicals), спинні (англ. dorsals), крижі (хребці стегна, англ. sacrals) і хвостові (англ. caudals). Кожен хребець має нижню частину, схожу на котушку, центр, і дугоподібну верхню частину, невральну дугу. Між цими частинами пролягає трубкоподібний тунель — хребетний канал. Спинний мозок нервової системи пролягає через хребетний канал кожного хребця в хребті. Шийні, спинні та крижові хребці з'єднуються з ребрами за допомогою поперечних відростків (англ. transverse processes) по боках своєї невральної дуги. Хвостові хребці з'єднуються з шевронами з нижньої сторони їхніх центрумів (тіло хребця).

## Ц
- центральний перед-дуговідростковий отвір (лат. centroprezygapophyseal fossa) — заглиблення на передньому боці ніжок невральної дуги (англ. neural arch pedicles), що окреслюється центральною перед-дуговідростковою пластинкою (лат. centroprezygapophyseal lamina)[115].

## Ч

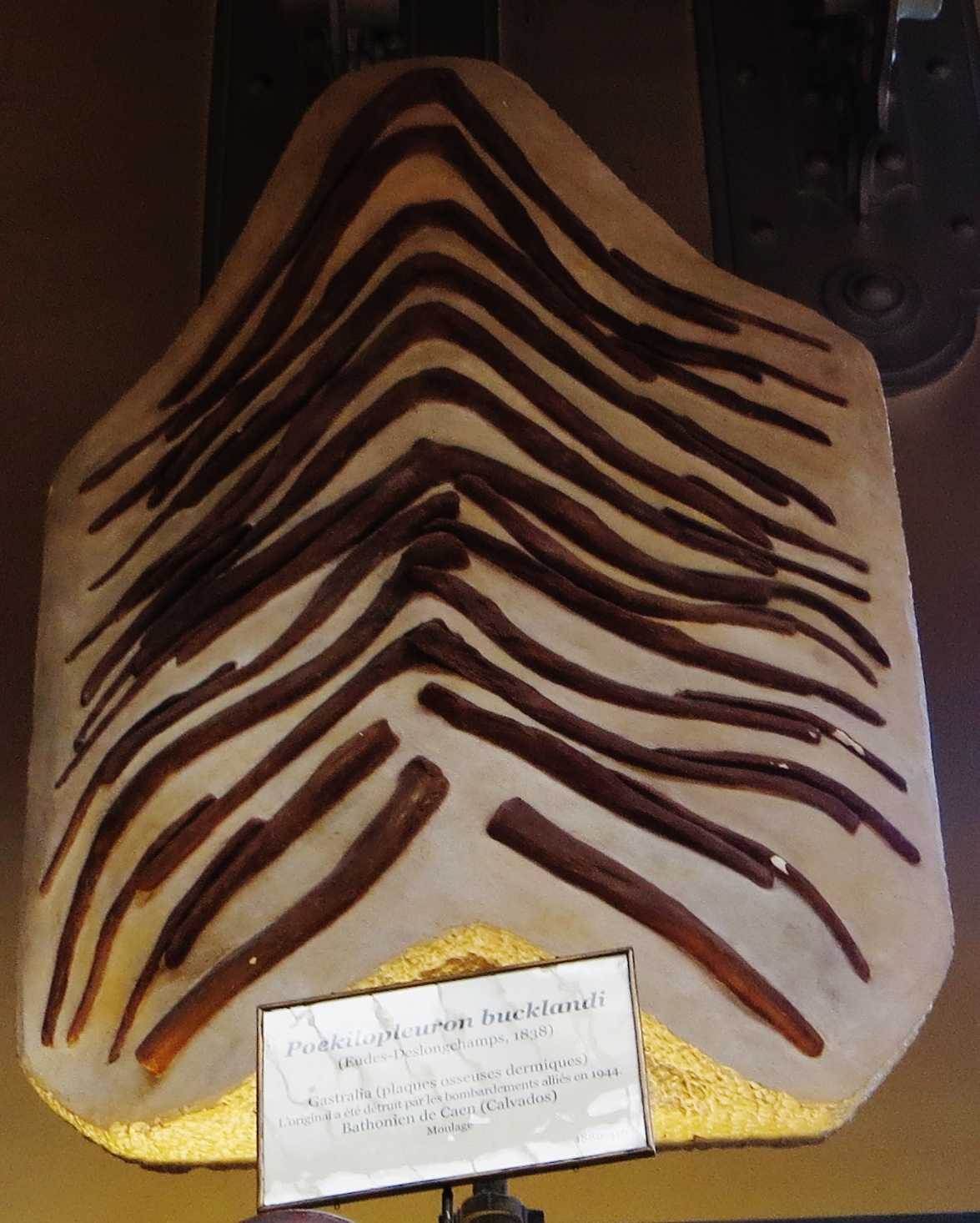
Гастралії Poekilopleuron

- черевні ребра або гастралії (лат. gastralia) — покривні кістки, присутні в дермі живота між грудиною і лобком. Гастралії примітивно присутні у динозаврів, їх можна побачити у базальних завроподоморфів і тероподів, але вони були незалежно втрачені у завроподів, птахотазових і неорнітинів (сучасних птахів). За наявності вони розташовані у 8—21 ряд, кожен з яких складається з чотирьох елементів: права та ліва медіальні гастралії зчленовуються на середній лінії тіла зигзагоподібно, тоді як латеральні гастралії зчленовуються з латеральними краями кожної медіальної гастралії. Перший і останній ряди можуть бути об'єднані в єдину дугоподібну структуру, яка називається шевроноподібним гастраліумом (англ. chevron-shaped gastralium). Використання терміна «черевне ребро» (англ. abdominal rib), який іноді застосовують для опису гастралій та інших структур черевної порожнини, є неоднозначним, тому не рекомендується[116].

- череп охоплює кістки та зуби голови. Він складається з верхньої частини — власне черепа (англ. cranium) та нижньої частини — нижньої щелепи. Череп складається з мозкової коробки, склепіння черепа, верхньої щелепи, області щік та піднебіння. Черепна коробка майже повністю має ендохондральне походження, тоді як решта черепа складається переважно з дермальних кісток. Нижні щелепи складаються як з дермальних, так і з ендохондральних кісток. Череп має ряд отворів, які є важливими опорними точками в анатомічних описах. До них відносяться очниця, або очна ямка, в якій міститься око, а також зовнішній носовий отвір. Крім того, череп у динозаврів мав додаткові отвори, або фенестри, які були характерні для діапсидних рептилій: передочний отвір (англ. antorbital fenestra), між зовнішньою ніздрею і очницею; підскроневий отвір (англ. infratemporal fenestra) позаду очниці; надскроневий отвір (англ. supratemporal fenestra) на задній частині склепіння черепа[15][12]:32–36[9].

- черепна коробка (лат. neurocranium або англ. braincase) — відділ черепа, що вміщує головний мозок. У зчленованому черепі його не видно ззовні, окрім задньої частини, потиличного бугра (лат. occiput). Це складна структура, вона пронизана численними отворами (лат. foramina), що містять кровоносні судини та нерви мозку. Окремі кістки черепної коробки у дорослих зазвичай повністю зростаються, причому розмежування окремих частин часто непомітне. Анатомія черепної коробки динозаврів консервативна, і з цієї причини може використовуватися, щоб робити висновки про спорідненості всередині групи, коли інші особливості скелета зазнали настільки глибоких змін, що їхнє походження більше неможливо простежити. Мозковий череп також дозволяє реконструювати мозок та внутрішнє вухо, роблячи висновки щодо органів чуття та інтелекту динозаврів[13].

- черепний кінетизм[48] (англ. cranial kinesis) — здатність частин черепа рухатися одна відносно одної в місцях з'єднання всередині черепа. Хоча черепний кінетизм був запропонований для ряду непташиних таксонів динозаврів, аналіз 2008 року показав, що більшість з цих гіпотез є сумнівними[117]. Форми черепного кінетизму, які, можливо, зустрічалися у динозаврів, охоплюють:
  - стрептостилія (лат. streptostyly) — рух квадратної щодо лускатої кістки у слуховому суглобі (англ. otic joint). Квадратна кістка здебільшого рухається паралельно серединній лінії черепа, хоча можливі й поперечні рухи[117].
  - прокінетизм або передній кінетизм (англ. prokinesis) — рух між мозковим черепом і лицьовою частиною черепа у носо-лобному суглобі, або рух між лівою і правою носовою кісткою. Ця форма зустрічається у сучасних птахів[117].
  - neurokinesis — рух мозкового черепа щодо піднебіння у крилоподібному суглобі (або базальному суглобі)[117].
  - pleurokinesis (плеврокінетизм) — здатність верхньої щелепи висуватися вперед. Плеврокінетизм був запропонований як новий тип черепного кінетизму птахотазових, що дозволив би використовувати поперечні рухи щелепи при жуванні. Ця складна форма черепного кінетизму вимагає, окрім рухливості верхньої щелепи та лицьової частини черепа, поперечних рухів квадратної кістки відносно лускатої (модифікована форма streptostyly), а також кінетизму базального суглоба[117].

## Ш

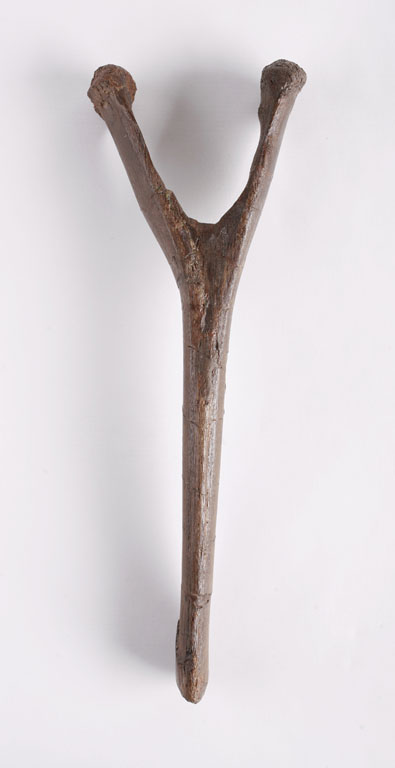
Шеврон едмонтозавра спереду

- шеврон (англ. chevron) або гемальна дуга (англ. haemal arch) — кістки, прикріплені до нижньої сторони хвостових хребців, що утворюють вентральну поверхню хвоста. Шеврон складається з лівої та правої частин, які зазвичай з'єднані між собою у V-подібній формі, утворюючи великий отвір, видимий спереду або ззаду. Отвори кількох послідовних шевронів утворюють гемальний канал хвоста, який захищає нерви та кровоносні судини[14][12]:46.

- шийне напівкільце (англ. cervical half-ring) — поперечно орієнтований, комірцеподібний ряд остеодерм, що захищає верхню частину шиї в анкілозаврів (нижня частина шиї залишається оголеною). Кожна особина мала два шийних півкільця, причому переднє було меншим за заднє. Шийні півкільця є синапоморфією анкілозаврів[118].

- шийні ребра (англ. cervical ribs) — кістки, які прикріплюються латеровентрально до шийних хребців. Шийні ребра є плезіоморфними для амніот (хоча втрачені у ссавців) і складаються з переднього та заднього відростків. Деякі завроподоморфи, особливо деякі довгошиї завроподи, такі як жирафатитан, мали гіперподовжені шийні ребра із задніми відростками, що перекривали два або три попередні хребці. Гістологічний аналіз кісток показав, що ці видовжені відростки являли собою окостенілі сухожилля, а це означає, що їхні кінці були з'єднані з м'язами. Велика довжина відростків збільшила б відстань між тілом м'яза і хребцем, на який він діє, що дозволило б м'язу розташовуватися ближче до тіла, полегшуючи шию[119][120].

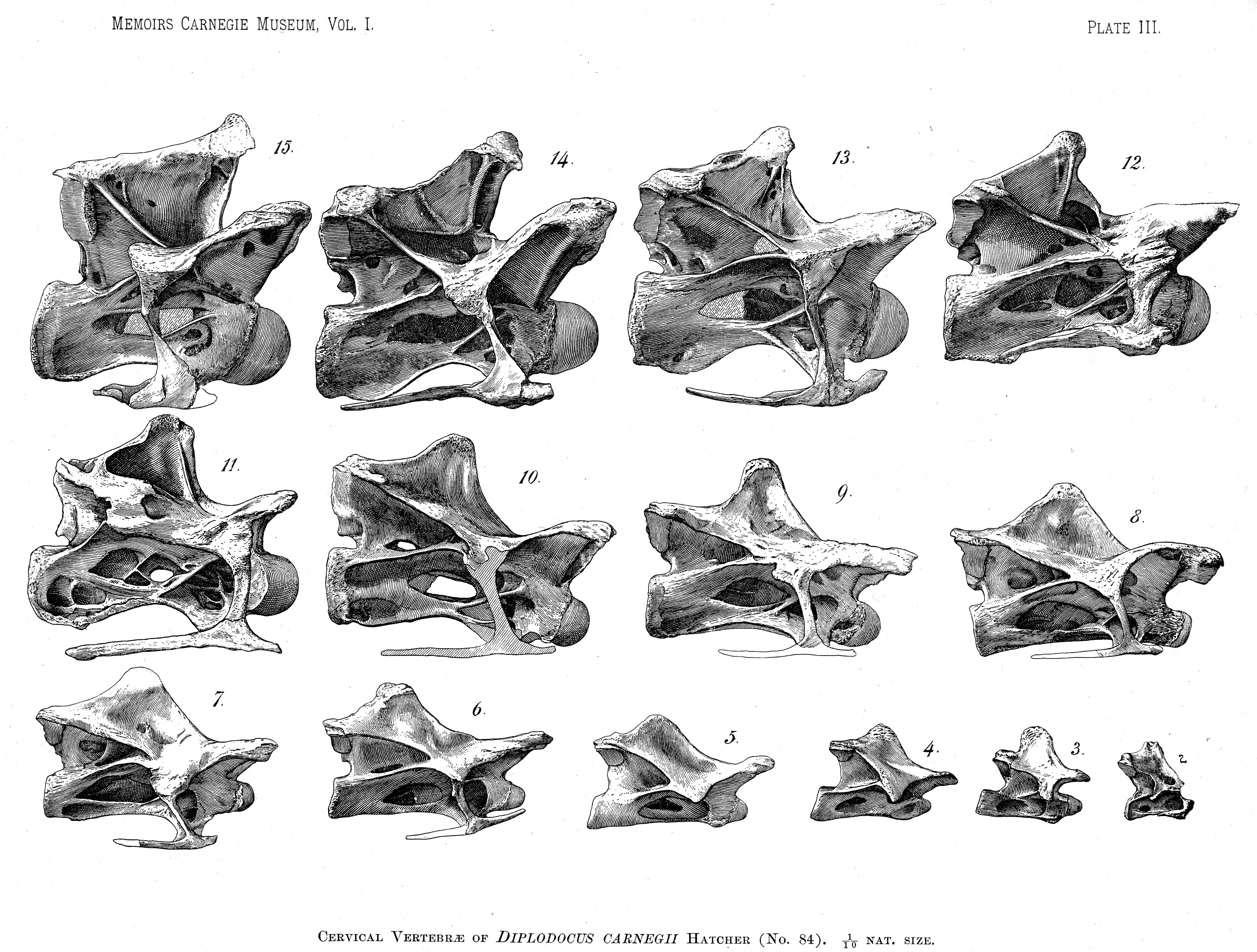
Ілюстрація шийних хребців диплодока № 15—2

- шийний відділ хребта[14]. Більшість динозаврів мали від 9 до 10 шийних хребців (англ. cervicals), хоча в деяких групах, включаючи завроподів, їхня кількість була більшою, зокрема внаслідок інтеграції спинних хребців у шию[12]:44.

## Я
- ямка (англ. fossa) — загальний термін для позначення заглиблення або жолобка на поверхні кістки[14].

## C
- caputegulum — плоскі кістки, що покривають кістки черепа анкілозаврів. Разом з пірамідальними рогами вони формують оздоблення черепа. Термін, введений Вільямом Т. Блоузом у 2001 році[121], може використовуватися для позначення елементів, що являють собою як коосифіковані остеодерми, так і черепне оздоблення. Положення капутегул (з лат. — «черепні плитки») на черепі можна визначити за допомогою модифікаторів; наприклад, носові капутегули розташовані на носових кістках[122].

- carinae (одн. — carina) — гострі, вузькі емалеві гребені, що утворюють ріжучий край зуба на передньому і задньому краях зубів[30]. Вони зазвичай зустрічаються у хижих динозаврів і часто мають зазубрини[12]:41.

- centrocoel — печериста порожнина кісткового мозку всередині центру хребця[102].

- cingulum (множ. — cingula) — поличкоподібна опуклість, що оточує основу зубної коронки[41].

## D
- dolichoiliac (з грец. dolicho- «довгий» та лат. iliac «клубова кістка») — одна з двох основних конфігурацій кісток таза у ранніх ящеротазових динозаврів. Тип dolichoiliac характеризується великими передніми та задніми розширеннями клубової кістки, а також подовженим і вузьким лобком і сідничною кісткою. На противагу цьому, тип brachyiliac (з грец. brachy- «короткий» та лат. iliac «клубова кістка») характеризується коротким розширенням клубової кістки та більш міцними лобковими та сідничною кісткою. Тип brachyiliac характерний для базальних завроподоморфних динозаврів тріасу, тоді як тип dolichoiliac характерний для тероподів. Обидва терміни були введені Едвіном Колбертом у 1964 році[123][124].

## E
- epijugal або надвилична кістка (з грец. epi- «над» та лат. jugal «вилична кістка») — унікальне для цератопсів шкірне окостеніння. Воно закривало нижній кінець спрямованого донизу трикутного фланця виличної кістки, характерного для цієї групи. У Arrhinoceratops[en] і пентацератопсів надвилична кістка утворювала чіткий виличний ріг. Ця кістка зустрічалася у ямацератопсів і всіх більш ранніх цератопсів[111][125].

- epoccipital або надпотилична кістка (з грец. ep- «над» та лат. occipital «потилична кістка») — шкірні окостеніння, що покривали краї оборки цератопсів. Надпотиличні кістки були окремими кістками у молодих особин, але у дорослих зросталися або з лускатою, або з тім'яною кістками, залежно від їхнього розташування. Надпотиличні кістки, що зростаються з лускатою, також відомі як надлускаті, а тім'яні — як надтім'яні. Деякі автори виступають проти використання терміна «надпотилична кістка», оскільки ця кістка не пов'язана з потиличною ділянкою черепа, натомість надають перевагу термінам «надлускаті» та «надтім'яні» кістки. Надпотиличні кістки були скоріше декоративними, ніж функціональними, і широко варіювали за формою, наприклад утворюючи великі шипи у центрозаврів[91][111][125].

## H
- hypex або гіпекс — вершина кута, утвореного між двома пальцями, або, іншими словами, найближча точка між двома пальцями. Його можна ідентифікувати лише за наявності м'яких тканин. Цей термін здебільшого застосовують при вивченні відбитків скам'янілостей[3].

## S
- syncervical (від лат. synostosis — «зрощення кісток» та cervical — «шийний хребець») — структура, що складається зі зрощених перших трьох шийних хребців, властива представникам Neoceratopsia. Хоча деякі дослідники вважають, що у syncervical зростаються перші чотири шийні хребці, еволюційний розвиток Auroraceratops, Leptoceratops і Protoceratops та інших цератопсів свідчить, що syncervical зрощує перші три шийних хребці та перші два інтерцентри[49].

## Z
- Zahnreihe (з нім. «зубний ряд», множ. — Zahnreihen) — ряд зубних одиниць, що утворюють одиницю заміщення. Зубний ряд, як правило, складається з декількох Zahnreihe, що містять собою по два чи більше зубів. Заміна зубів завжди починається з найвіддаленішого заднього зуба і продовжується вперед. Таким чином, уникається одночасна заміна двох сусідніх зубів, що може призвести до утворення проміжків у зубному ряді. Кількість зубів від одного Zahnreihe до іншого є крок-Z. Коли крок-Z дорівнює рівно 2, зуби замінюються по черзі; якщо крок-Z більший за 2, зуби замінюються послідовно[126].

- ziphodont — лезоподібні зуби з вигнутими та сплющеними коронками та, як правило, зазубринами. Пристосовані до м'ясоїдної дієти, цей тип зубів базально присутній у динозаврів і зустрічався у більшості непташиних тероподів[41].